# Michèle Battut
Pour les articles homonymes, voir Battut.
Michèle Battut, née le 27 octobre 1946 à Paris est une artiste peintre, lithographe et sculptrice française.
Nommée peintre officiel de la Marine, élue à l'Académie de marine en 2019, elle se partage entre le 14e arrondissement de Paris et Nogent-le-Roi.

## Biographie

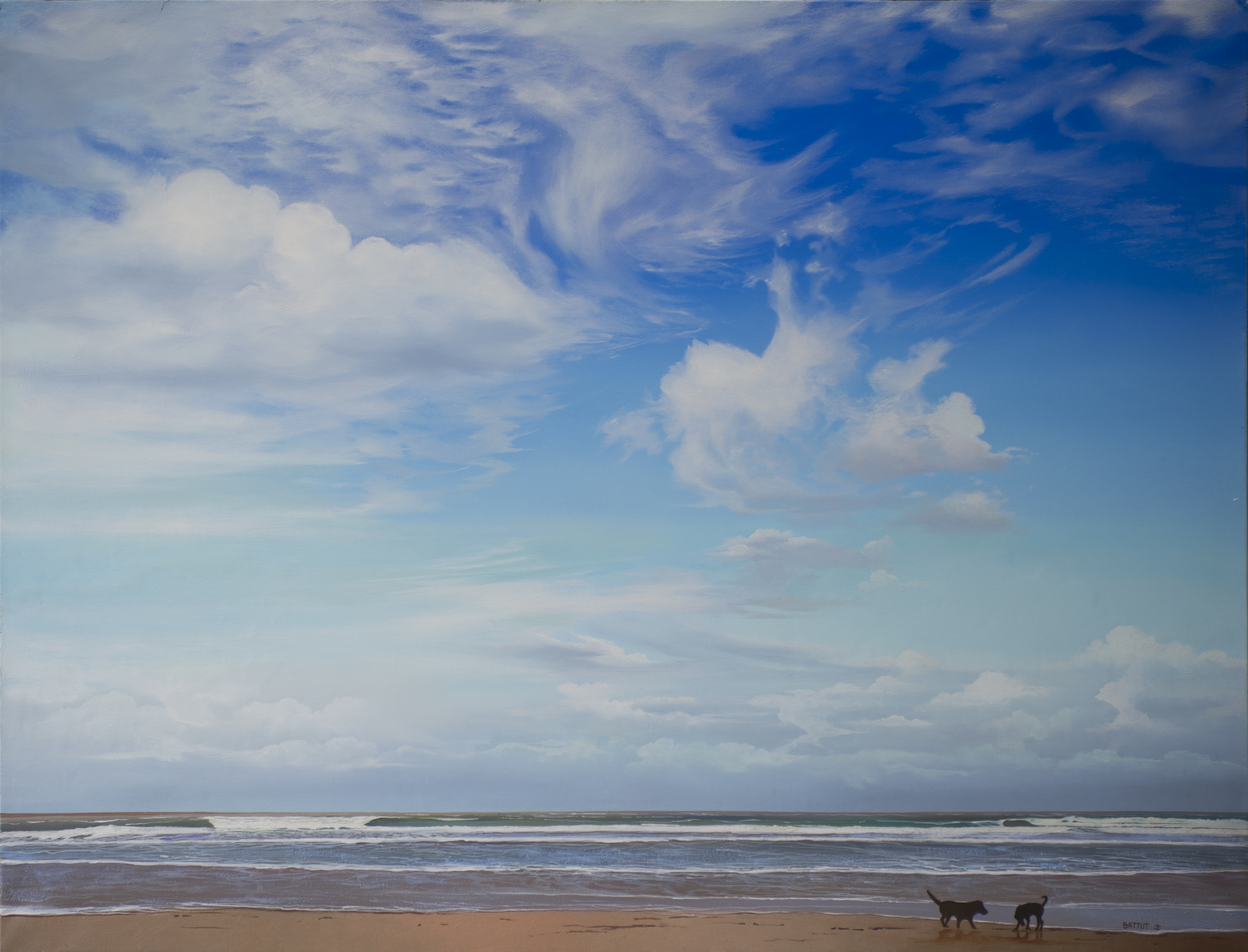
Le Touquet, huile sur toile,, localisation inconnue.

Michèle Battut naît le 27 octobre 1946 dans le 11e arrondissement de Paris du mariage de Germaine Cabourdin (« une mère très littéraire » évoquera-t-elle) avec l'architecte Jean-Frédéric Battut (mort en 1980), élève de Paul Bigot et Auguste Perret, dont le nom demeure cité, avec ceux de Marc Brillaud de Laujardière, Le Corbusier, Maurice Novarina et Auguste Perret, parmi les reconstructeurs d'un espace urbain ruiné par la Seconde Guerre mondiale : se centrant pour sa part avec son associé Robert Warnesson, dans les années 1950, sur les dommages de guerre de la région du Ternois, on retient parmi ses travaux l'église Saint-Germain de Siracourt, l'église Saint-Henri de Libercourt, l'église Saint-Vaast de Frévent, l'église Notre-Dame du Mont-Carmel d'Éclimeux, l'église Saint-Paul et l'hôtel de ville de Saint-Pol-sur-Ternoise, enfin l'hôpital d'Arras.
Vivant de la sorte « une enfance heureuse » successivement dans les villages de Roëllecourt et de Gauchin-Verloingt, Michèle Battut effectue ses études primaires et secondaires dans le Pas-de-Calais, puis au lycée Fénelon de Paris. Adolescente consacrant ses loisirs à la peinture, elle reçoit un premier prix de compositions décoratives à Saint-Pol-sur-Ternoise et connaît ses premières expositions à Arras et au Touquet en 1962. Elle entre en 1963 à l'Académie de la Grande-Chaumière dans l'atelier de Jean Aujame, fréquentant en même temps les cours d'art dramatique de René Simon (elle est ainsi l'interprète de plusieurs courts métrages comme On a kidnappé Papa de Jean-Marie Isnard et avec pour partenaire Georges Aubert en 1963 ou Blaise d'Albert Magnier en 1964) , puis, en 1964, à l'École nationale supérieure des beaux-arts dans l'atelier de Roger Chapelain-Midy où Michel Four et Marc Le Coultre sont ses condisciples.
Michèle Battut obtient le diplôme d'arts plastiques en 1969 et, alors qu'en 1970 elle devient artiste permanent de la galerie Artcurial à Paris, que Frédéric Mégret relève déjà dans Le Figaro littéraire que « la jeune fille ne saurait taire le goût qu'elle éprouve pour un Paul Delvaux et un Balthus, pour certaines situations de René Magritte et qu'avec elle l'objet s'installe dans la toile comme un piège à images », le prix de la Casa de Velázquez en 1971, qui lui est attribué par la ville de Paris, lui vaut de séjourner pendant un an à Madrid, s'y souvenant de sa première rencontre avec Christian Sauvé, lauréat l'année précédente. Elle devient sociétaire en 1972 du Salon d'automne, en 1973 du Salon des artistes français ; elle en sera présidente de la section peinture en 1985.
Michèle Battut est alors largement entrée dans son long cycle des voyages qui va profondément inspirer « ses paysages intemporels, se situant entre une réalité tangible et un imaginaire illimité », celui-ci ayant commencé dès 1966 avec Palma de Majorque, le Maroc et la Grèce pour se poursuivre avec les États-Unis et le Canada (1967), l'Italie, la Tunisie et la Roumanie (1968), le Japon (1970), la Thaïlande (1970, 1981), l'Inde (1972, 1973), le Cameroun (1972), le Pérou, l'Équateur et les Îles Galápagos (1973), Saint-Pierre-et-Miquelon (1975), le Kenya (1977). On lui connaît également, par sa peinture et par quelques écrits autobiographiques, des séjours en Islande, en Afrique occidentale, au Moyen-Orient, en Chine et surtout, liés aux nombreuses expositions qui lui sont consacrées à Tokyo et à Osaka, de réguliers retours au Japon,. Michèle Battut, analyse Jean-Pierre Chopin, « sait traduire l'exotisme de ces pays de rêve, où règnent la lagune et la chaleur sans ombre, avec l'œil insolite d'un géomètre. C'est au cœur de cette sieste métaphysique qu'un vieil abri, une barque, une chaise esseulée, un livre oublié, une bicyclette abandonnée, un graffiti, retiennent l'humain dans une présence absente. La fluidité de ses horizons contraste merveilleusement avec l'opacité de ses murs d'argile et de pierres où transpire l'histoire de l'homme ».
Dans son approche de l'œuvre, substituant à la notion de paysage celle d'« un univers sublimé appartenant à l'imaginaire de l'artiste », Patrice de La Perrière perçoit que « la finesse d'exécution figurative des toiles de Michèle Battut provoque d'une manière paradoxale un sentiment d'intemporalité. La précision du détail et le réalisme mis en avant renforcent les sensations d'irréalité grâce à une complicité puisée dans un réalisme réinventé... Même quand elle prend comme sujet la plage de Punta del Este ou les étendues de la Californie, c'est encore pour en montrer l'aspect de démesure, pour mettre l'accent sur ses géométries excessives, pour en révéler les lignes pures et l'esthétique particulier ».

## Œuvre

### Contributions bibliophiliques
- Jean-Paul Sartre, Les Mots, préface de Michel Tournier, illustrations de Michèle Battut, Bibliothèque des chefs-d'œuvre, Éditions Rombaldi, 1979.
- Charles Baudelaire, Le Spleen de Paris, seize lithographies originales de Michèle Battut, Club du Livre, 1988.
- Textes de Paul Ambille, René Huyghe de l'Académie française, Henri Jadoux et Alain Poher, Sacha Guitry, des goûts et des couleurs, dessins de Paul Ambille, lithographies originales de Jean-Pierre Alaux, Michèle Battut, Yves Brayer, Jean Carzou, Michel Jouenne, Monique Journod et Édouard Georges Mac-Avoy, cent trente exemplaires numérotés, Éditions Pierre et Philippe de Tartas, 1989.
- Ouvrage collectif (quatre vingt-huit textes par Boutros Boutros-Ghali, Jacques Chirac, Jacques-Yves Cousteau, François Mitterrand, Mère Teresa, Léopold Sédar Senghor, Reine Noor de Jordanie, Prince consort Henri de Danemark, Barbara Hendricks, Shimon Peres, Yasser Arafat, Iannis Xenakis, Alexandre Zinoviev…), Le livre international de la paix, lithographies originales de Françoise Adnet, Paul Ambille, Michèle Battut, Pierre Boudet, Hans Erni, Monique Journod, Michel Jouenne…, trois cents exemplaires numérotés, Éditions Pierre et Philippe de Tartas, 1994.

### Varia
- Étiquette du vin Monsoon Valley pour Chaleo Yoovidhya, Bangkok, 2002.

### Galerie (huiles sur toiles)

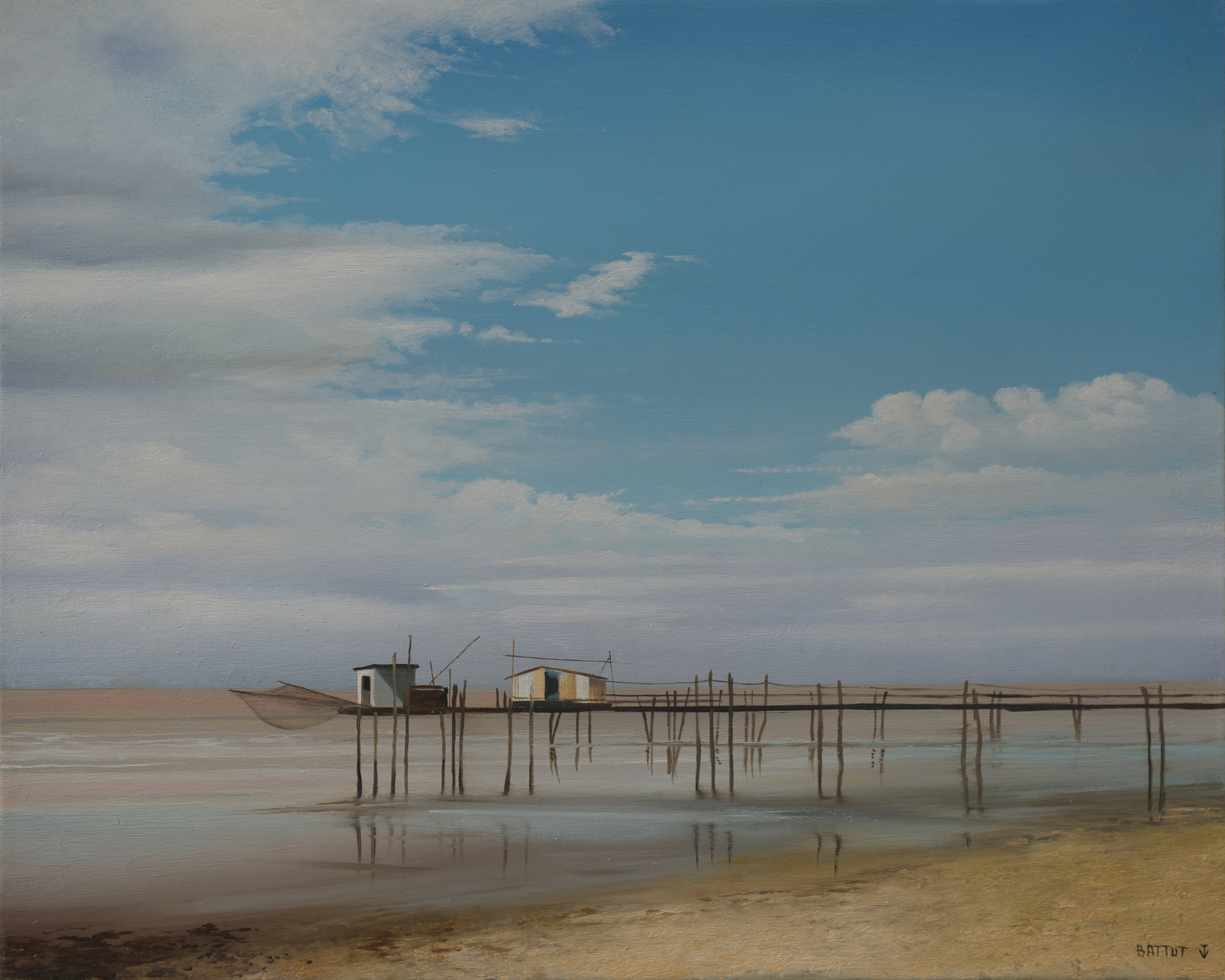
Les cabanes, 38 × 46 cm, localisation inconnue.
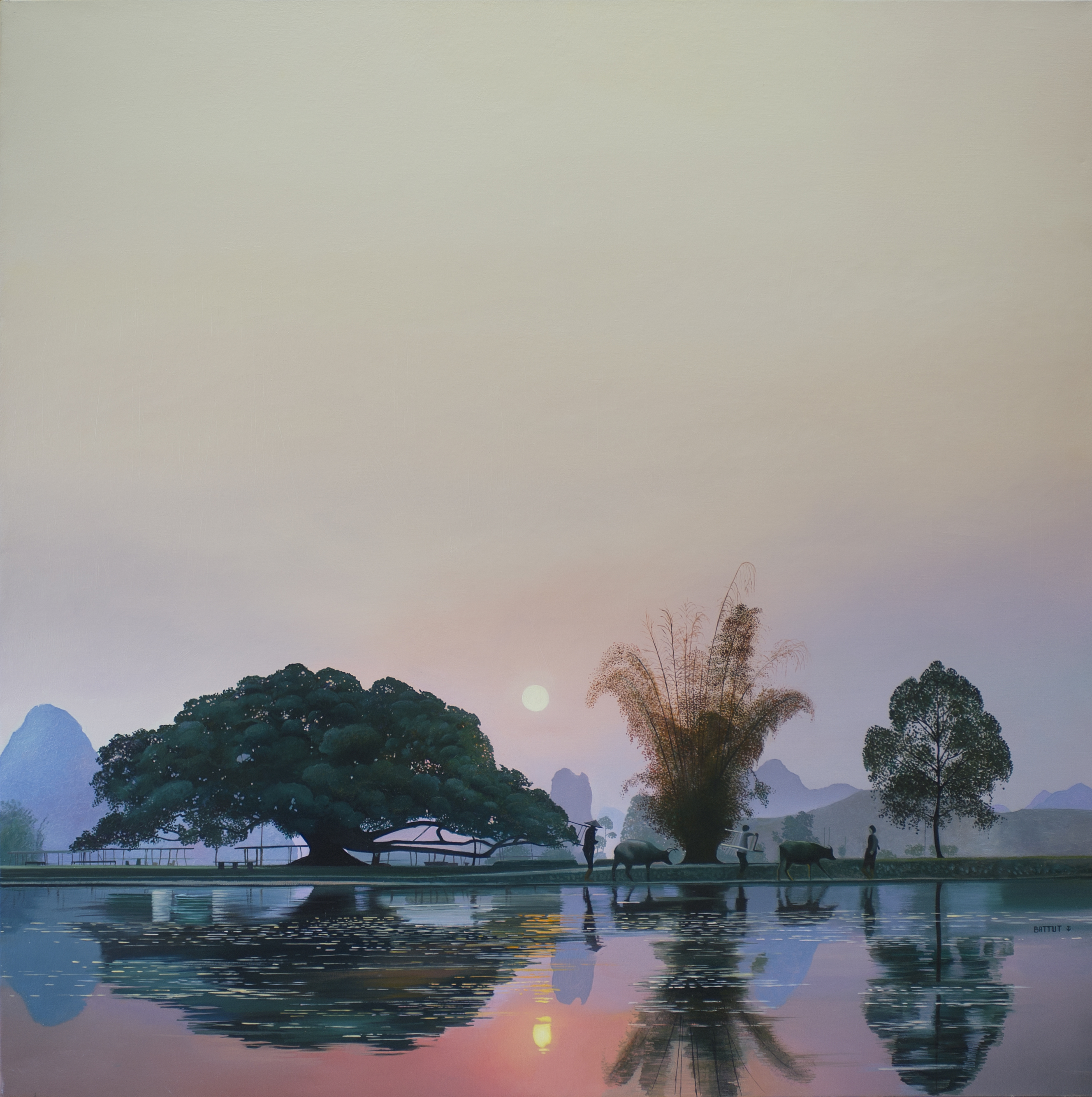
Balade à Bali, 100 × 100 cm, localisation inconnue.
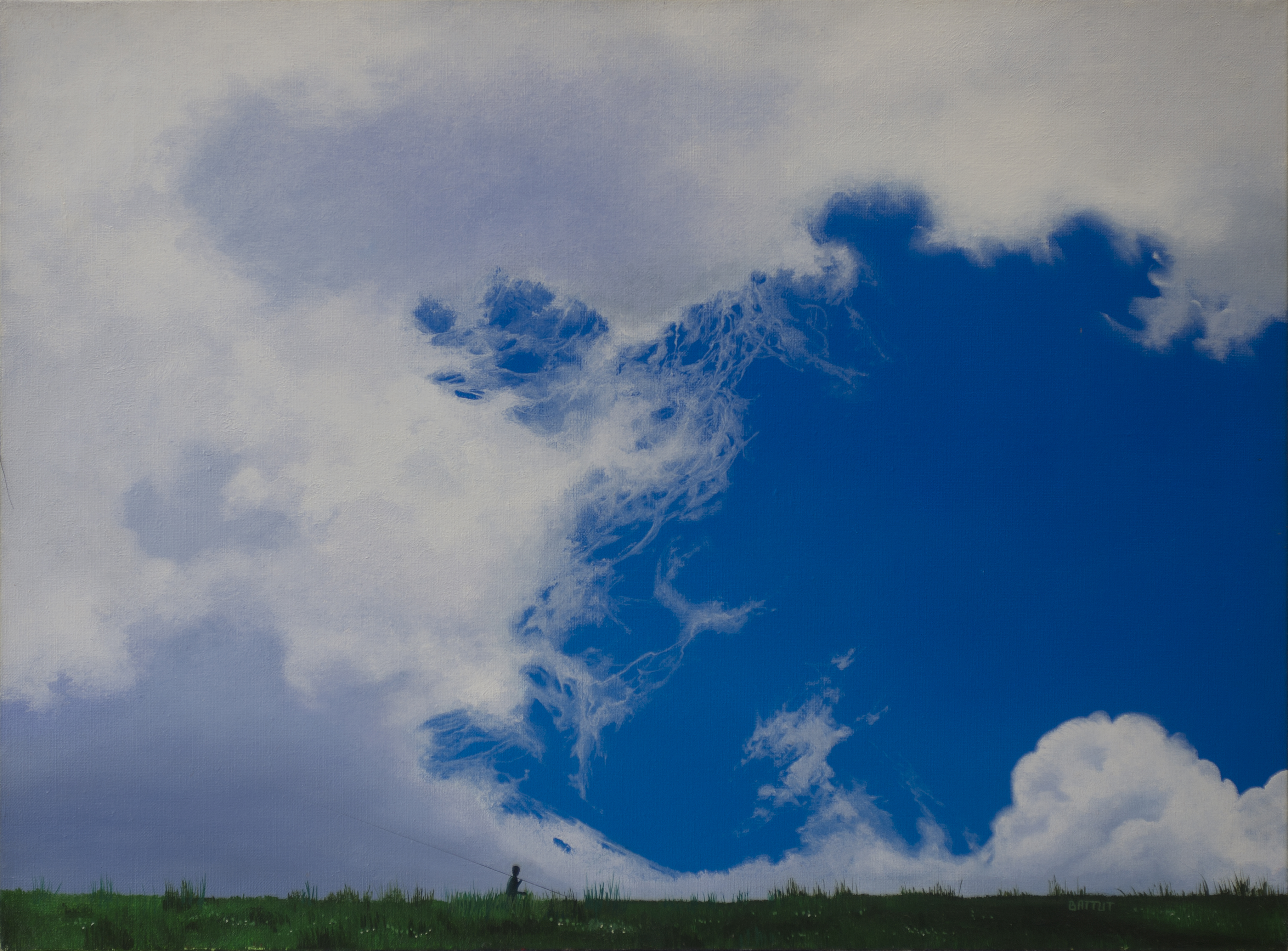
Détente, 60 × 73 cm, localisation inconnue.
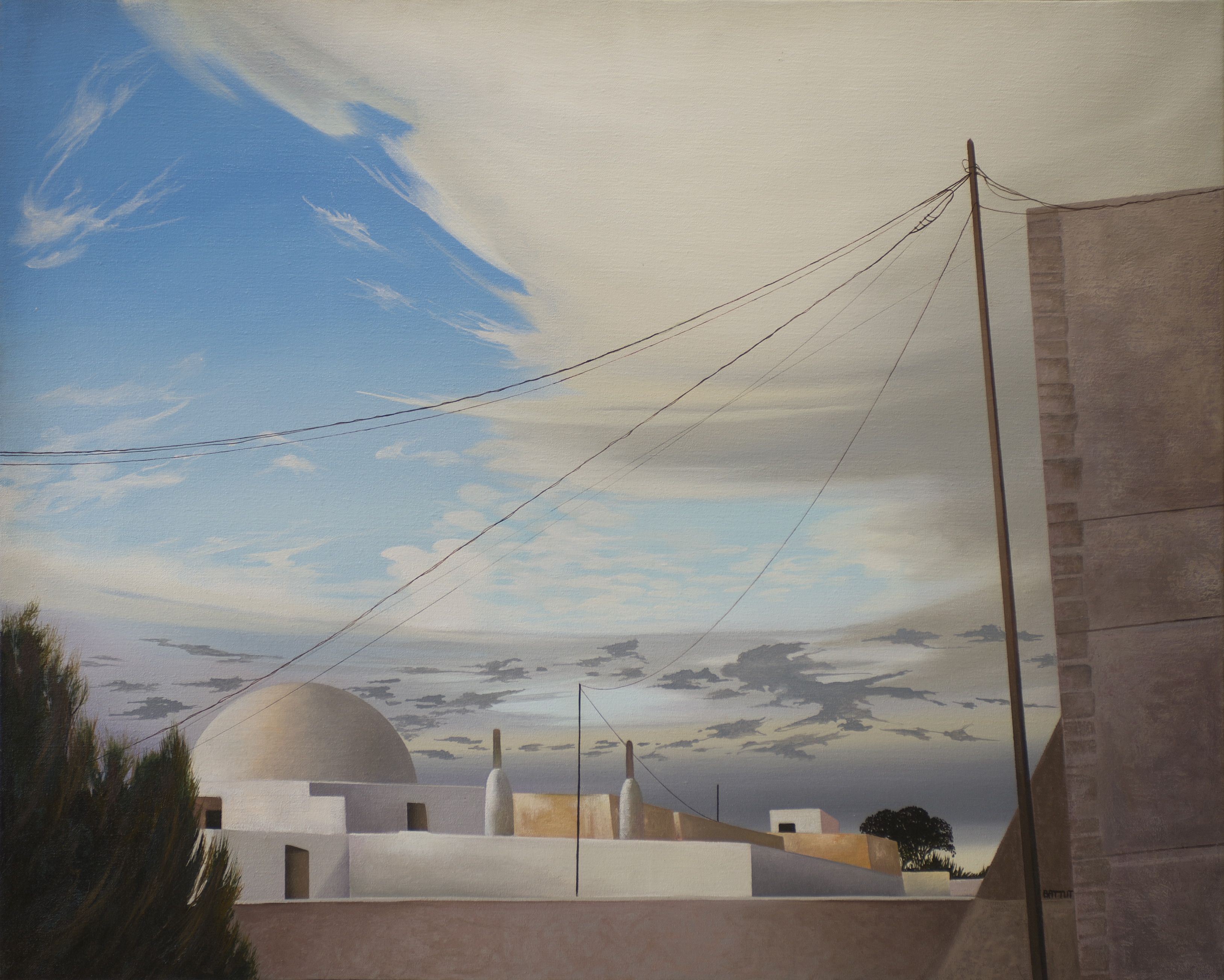
Djerba, 81 × 100 cm, localisation inconnue.
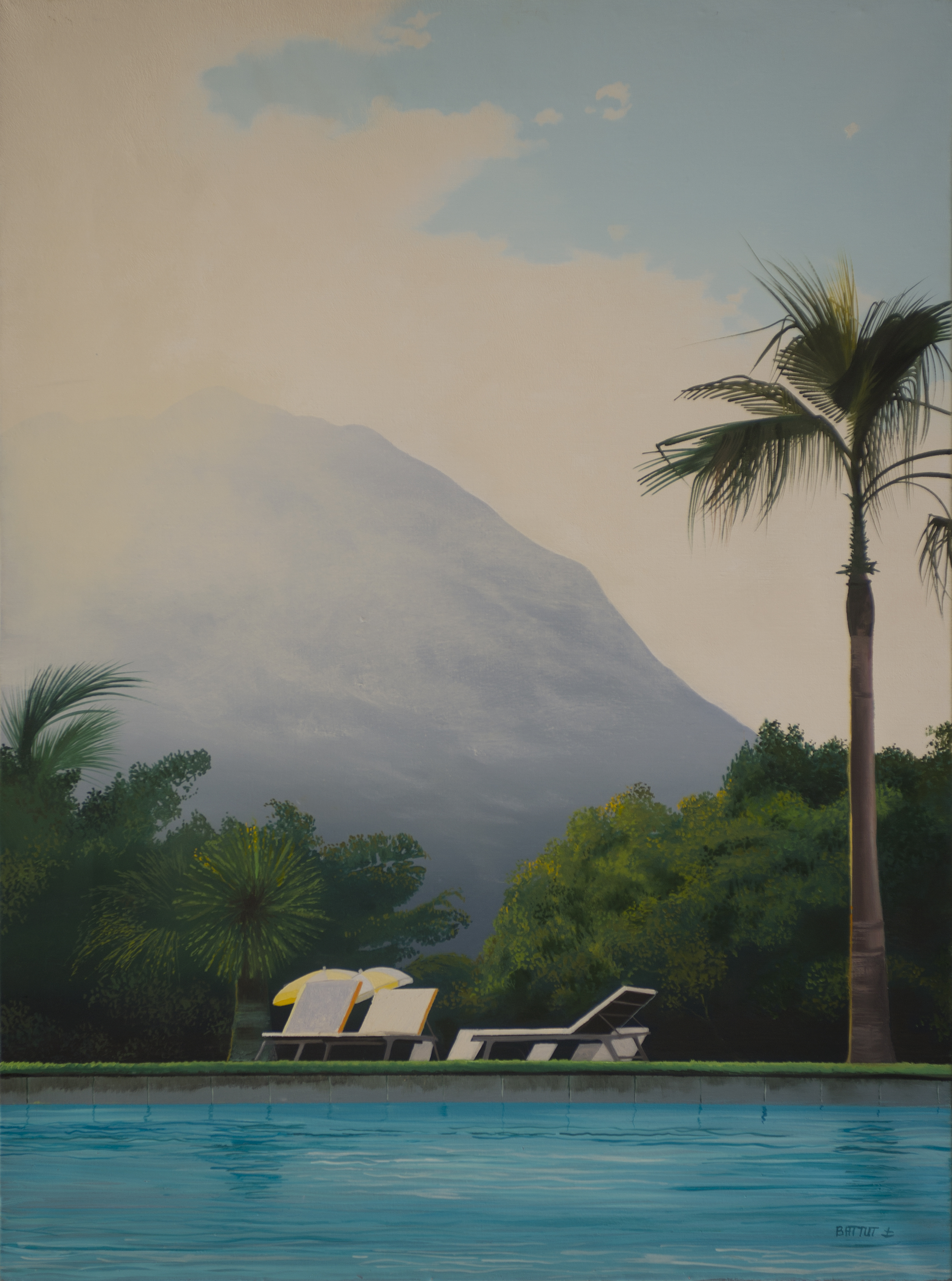
Enfin..., 61 × 50 cm, localisation inconnue.
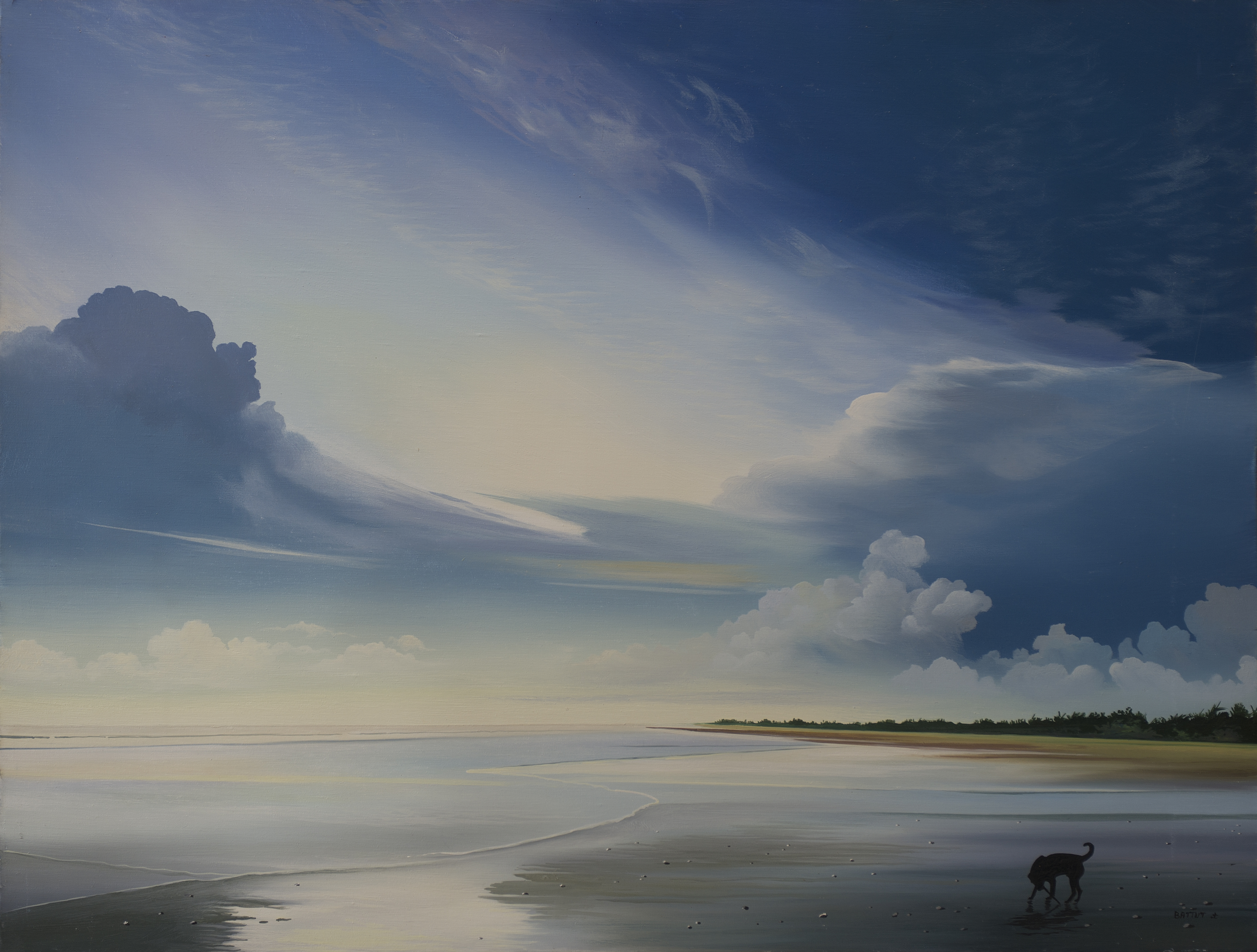
Espace, 54 × 65 cm, localisation inconnue.
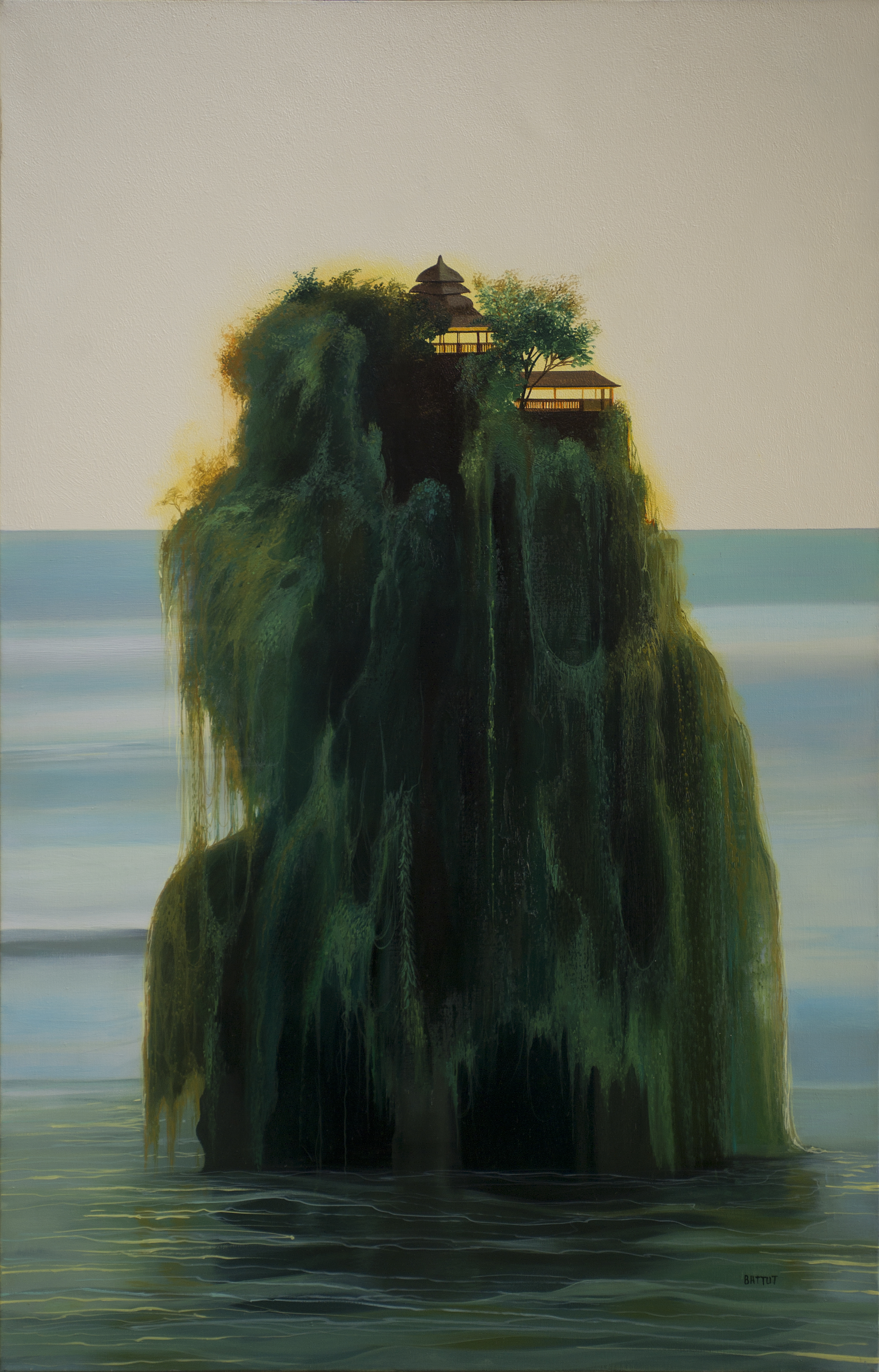
Hautes solitudes, 100 × 65 cm, localisation inconnue.
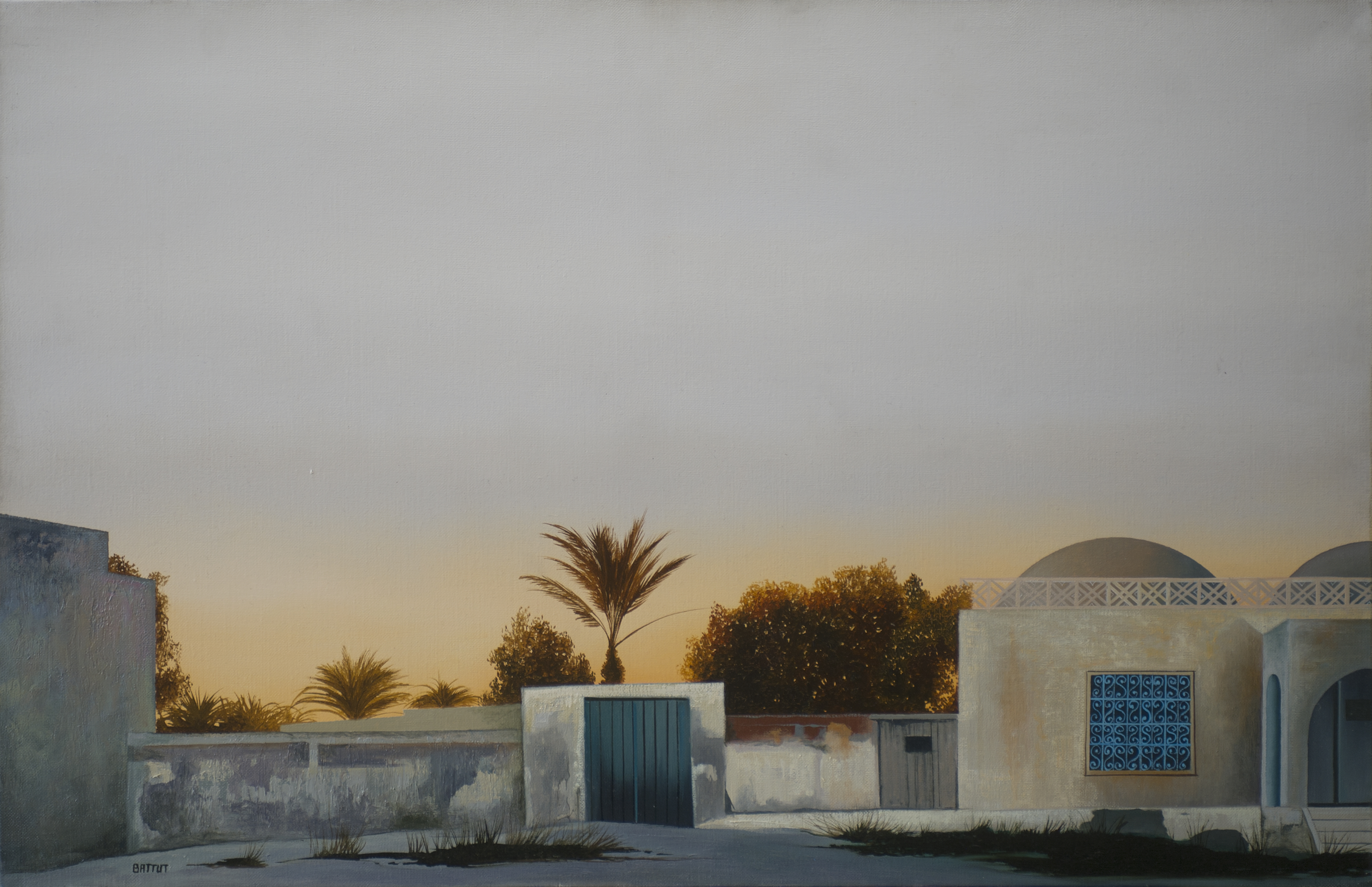
Houm Souk, 60 × 92 cm, localisation inconnue.
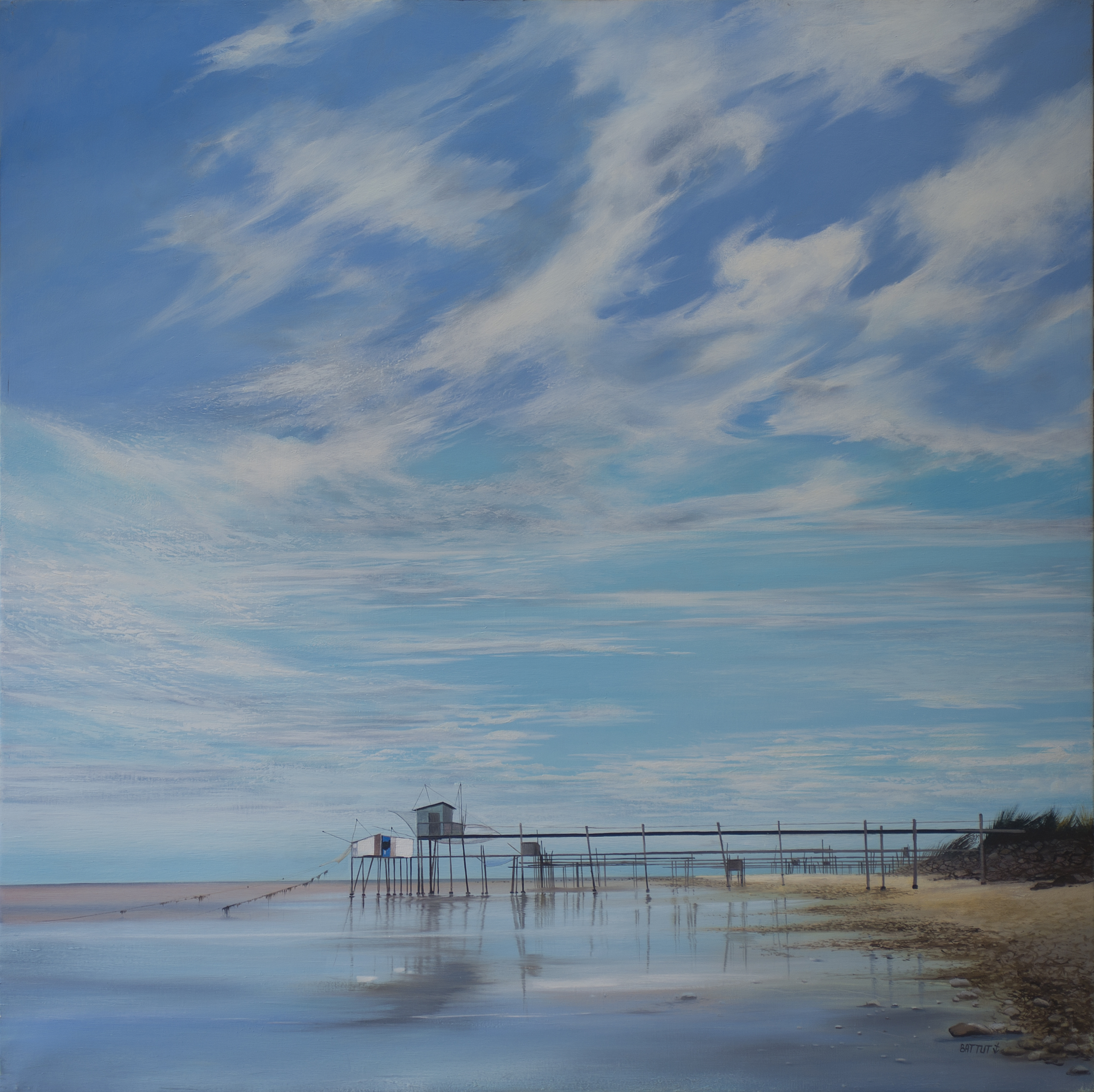
Infini, 100 × 100 cm, localisation inconnue.
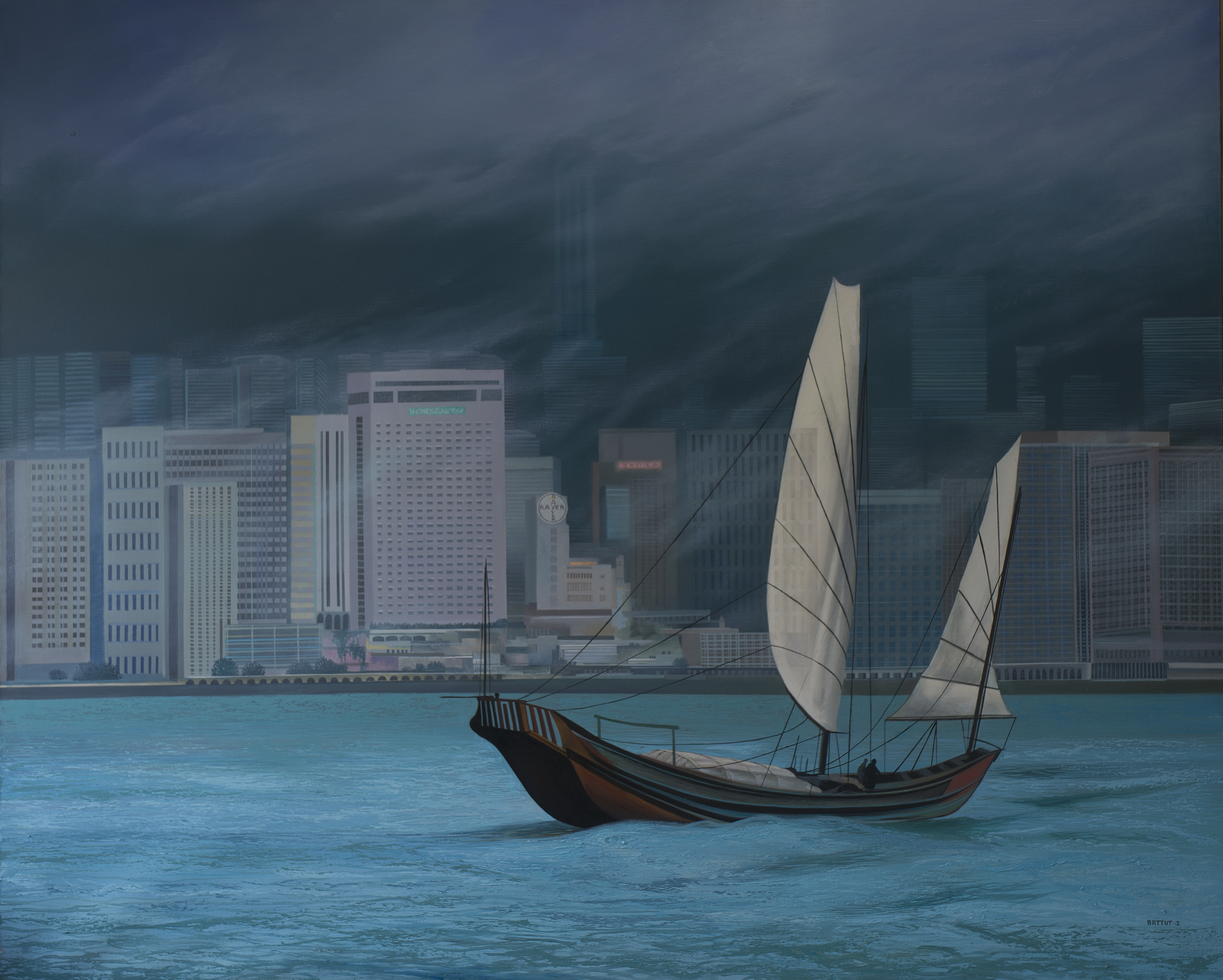
La baie de Hong-Kong, 130 × 162 cm, localisation inconnue.
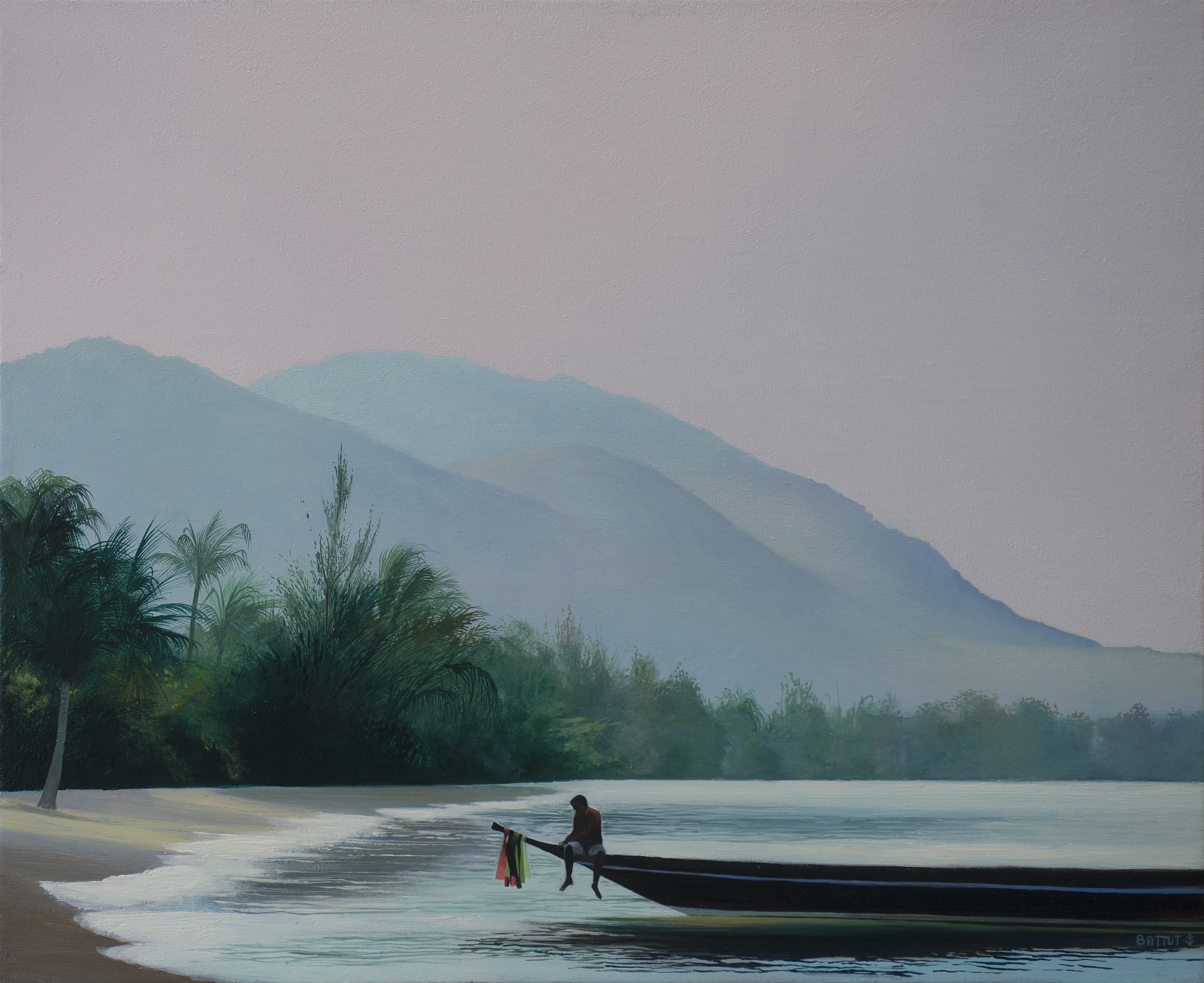
La beauté de Koh Tao, 60 × 73 cm, localisation inconnue.
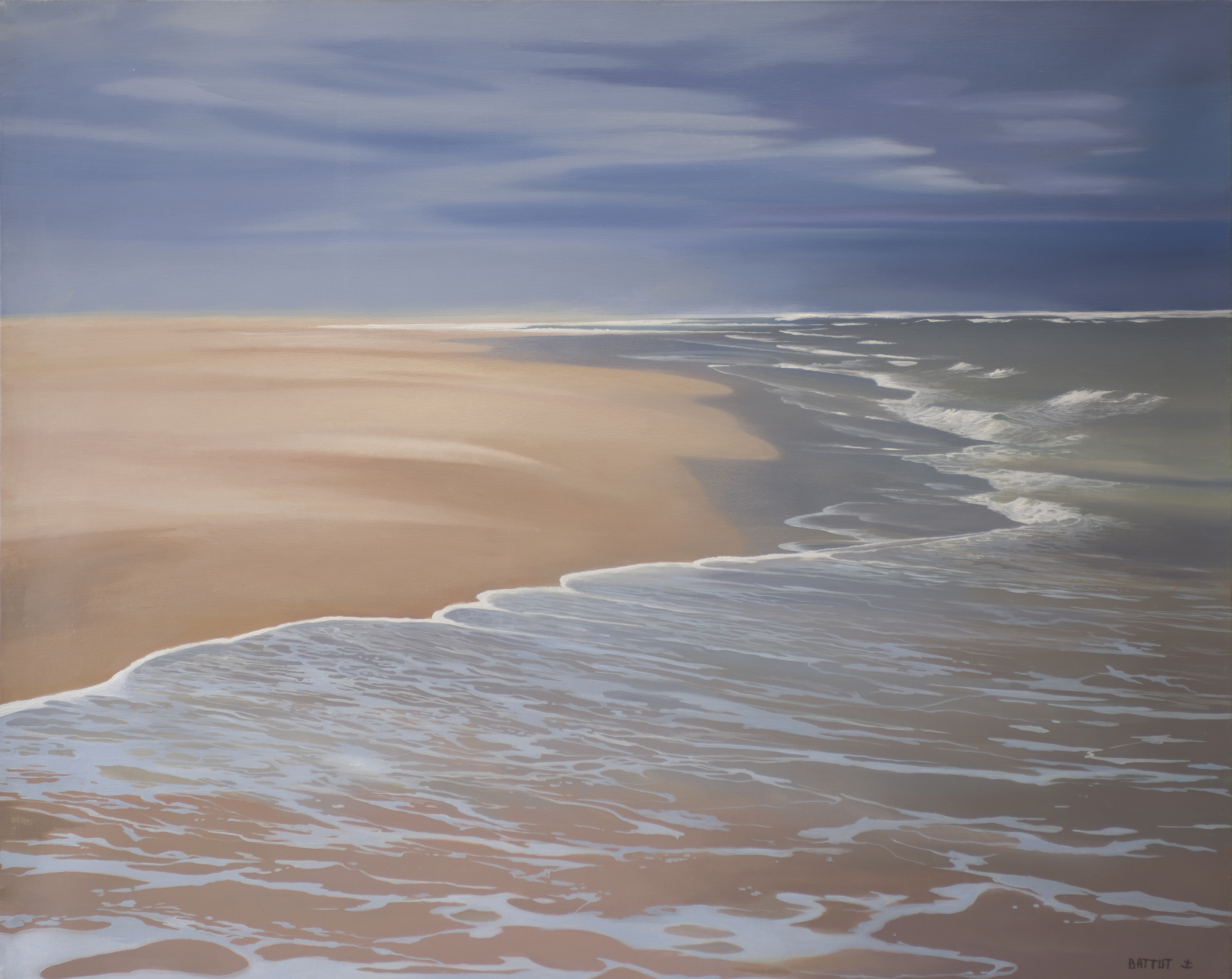
La mer en Uruguay, 81 × 100 cm, localisation inconnue.
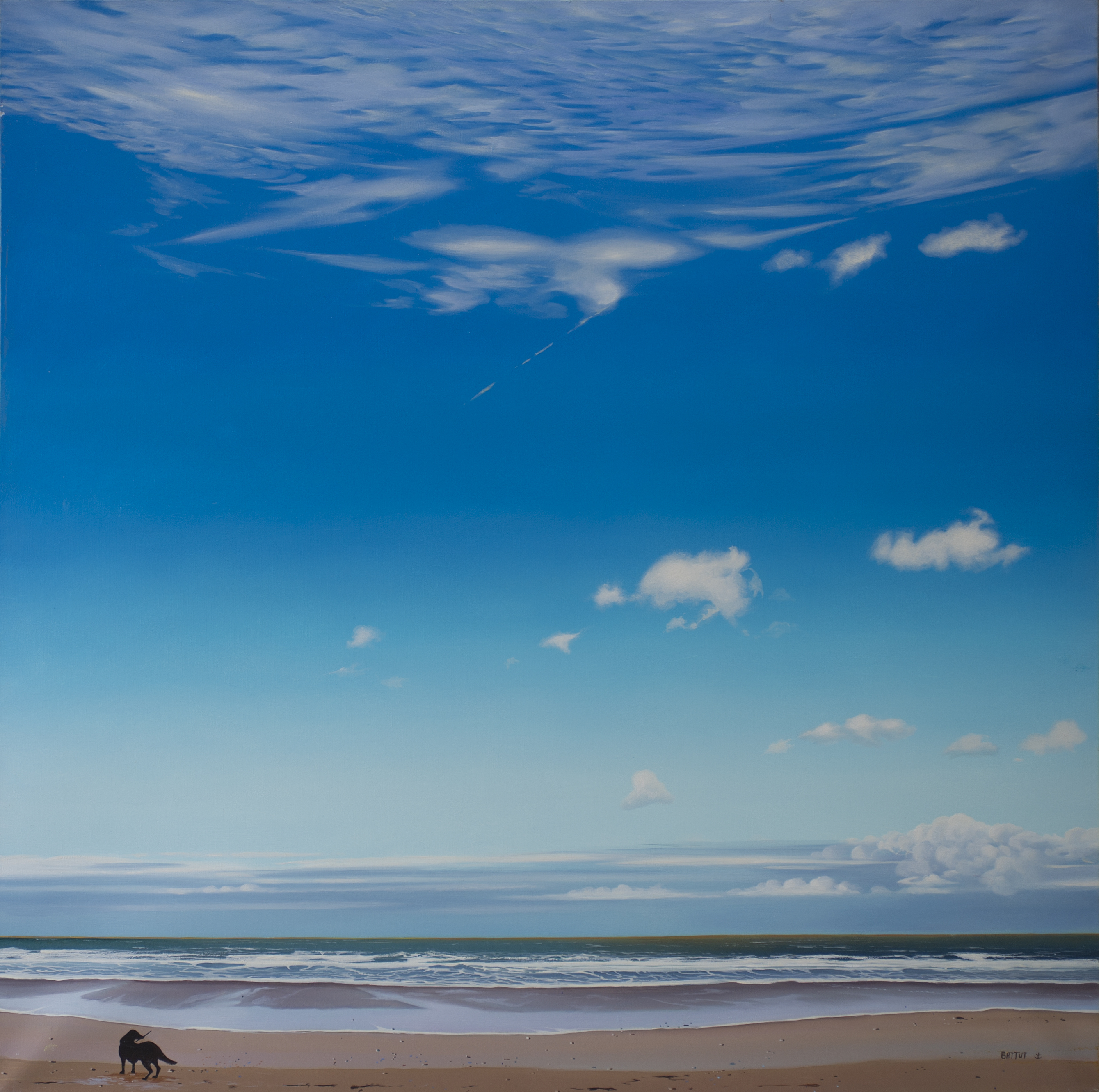
La plage, 100 × 100 cm, localisation inconnue.
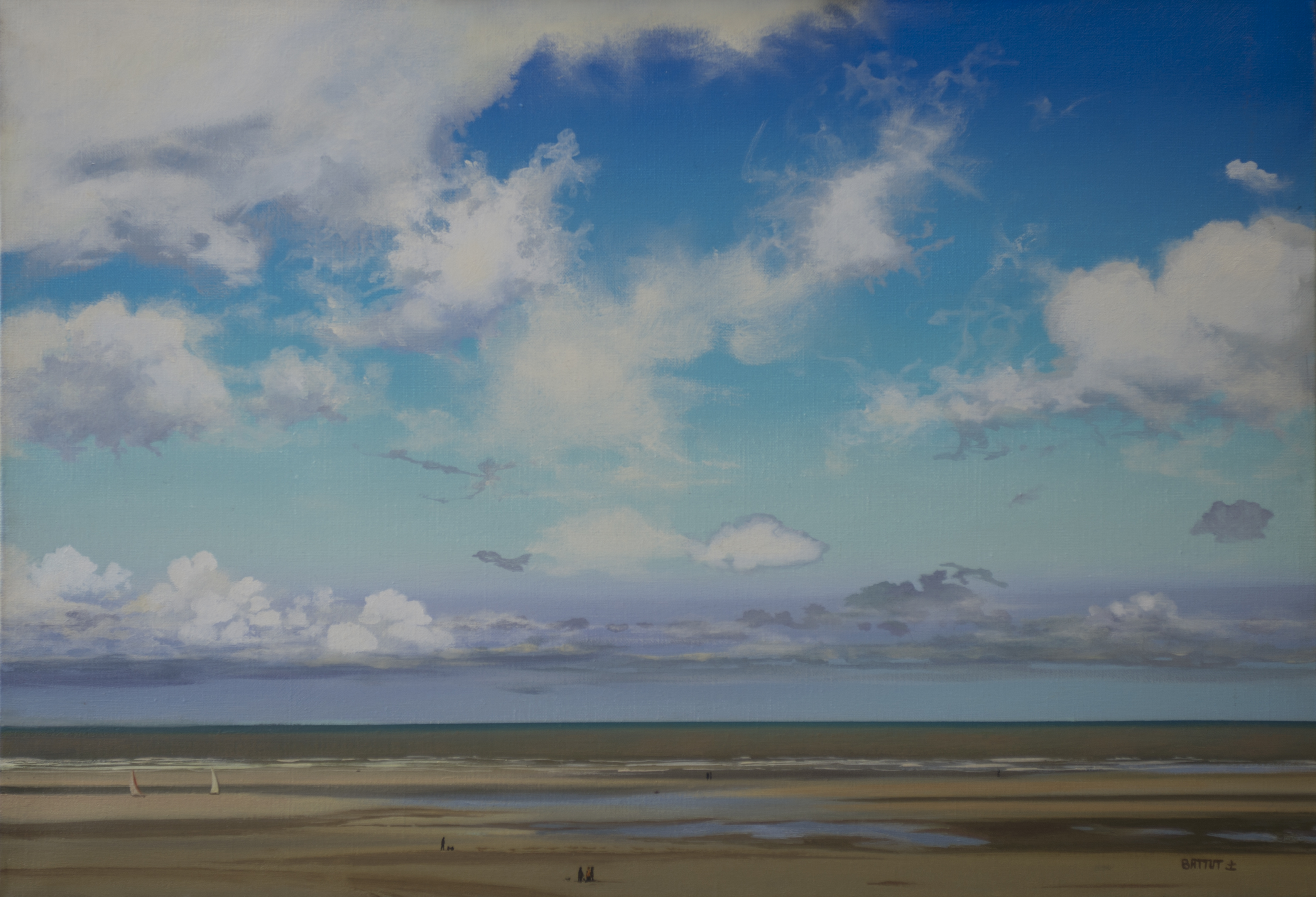
La plage du Touquet, 50 × 65 cm, localisation inconnue.
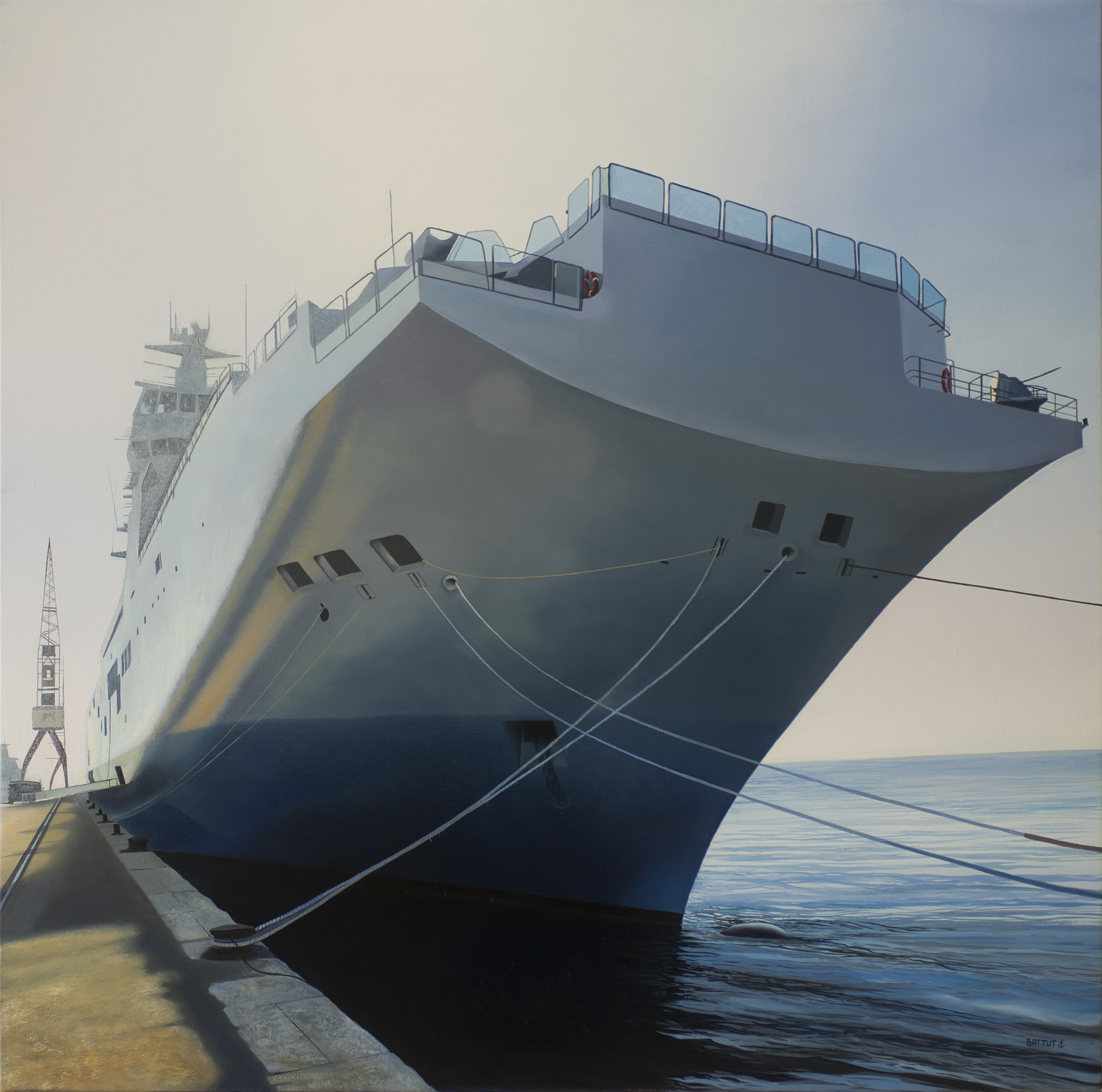
Le Dixmude, Lisbonne, localisation inconnue.
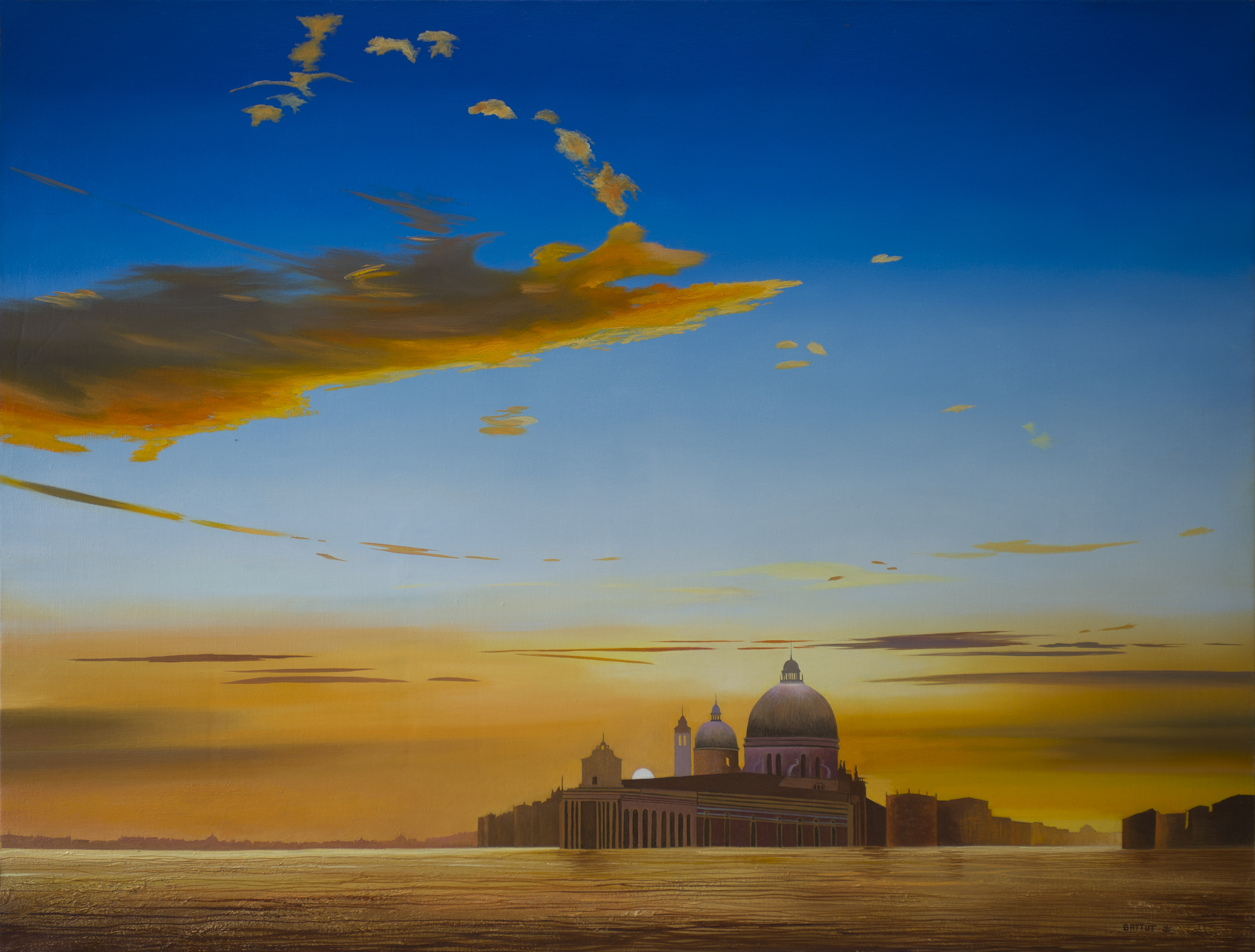
Le grand canal, Venise, 89 × 116 cm, localisation inconnue.
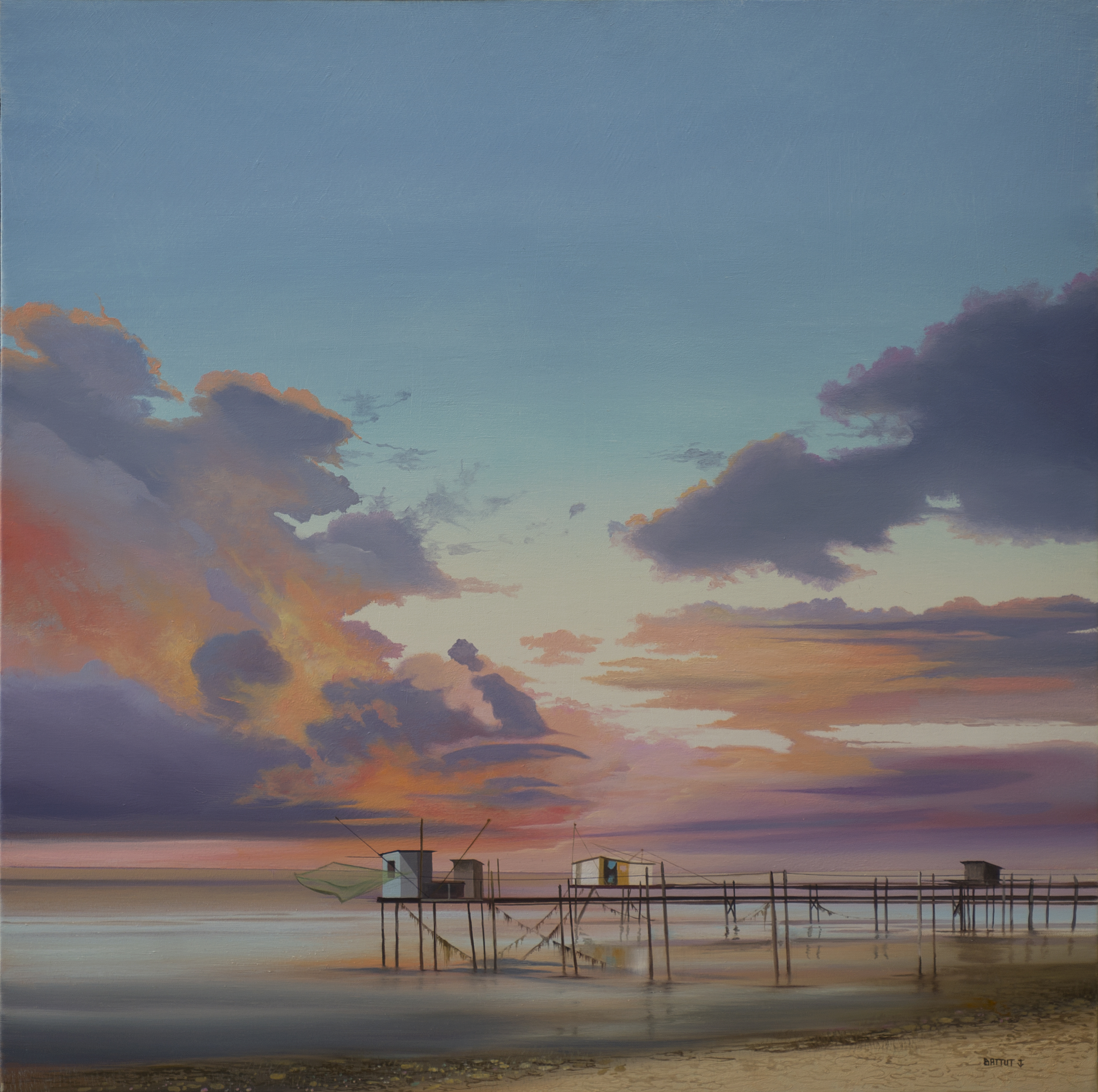
Les cabanes de pêcheurs, 50 × 50 cm, localisation inconnue.
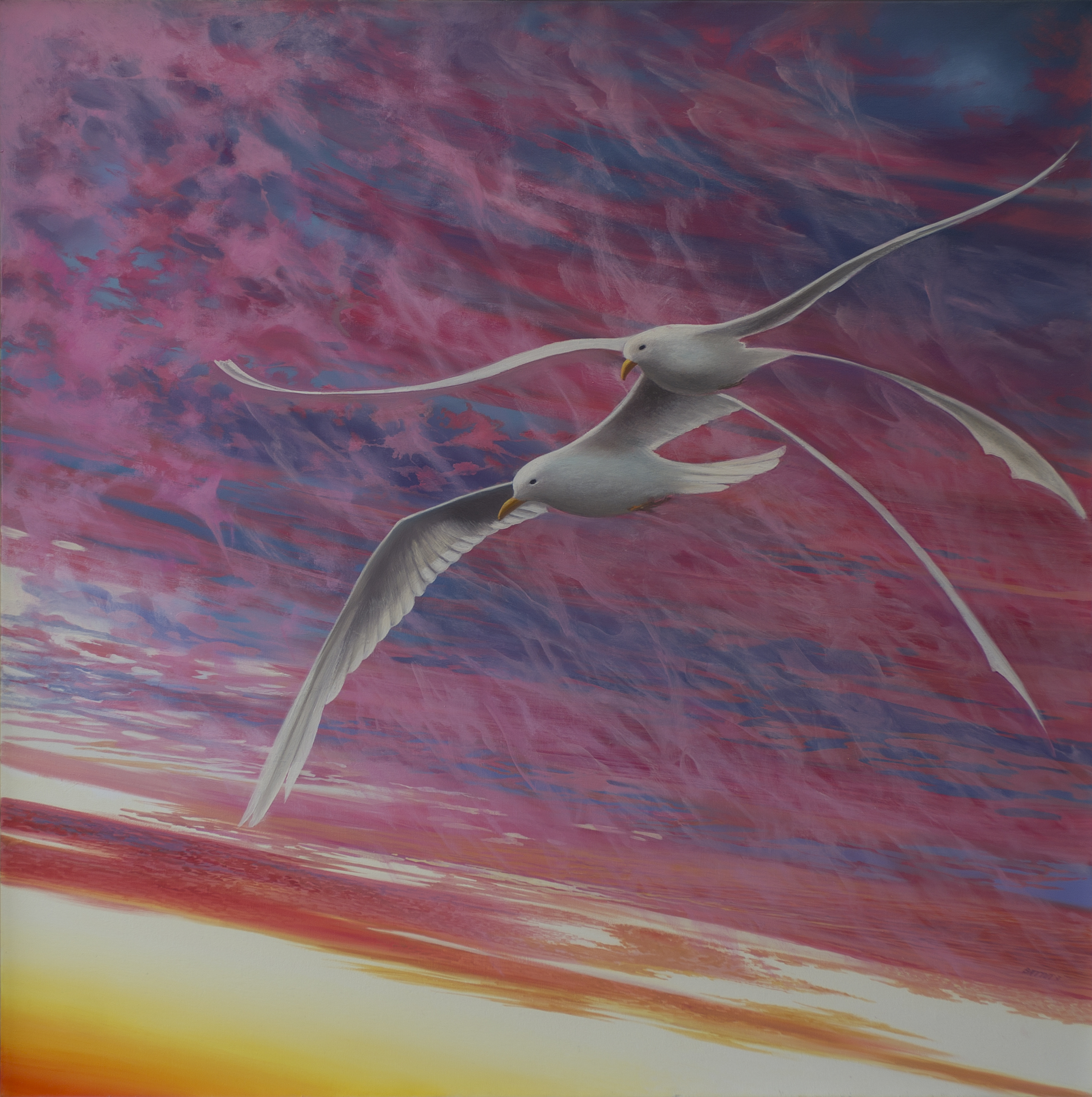
Liberté, 100 × 100 cm, localisation inconnue.
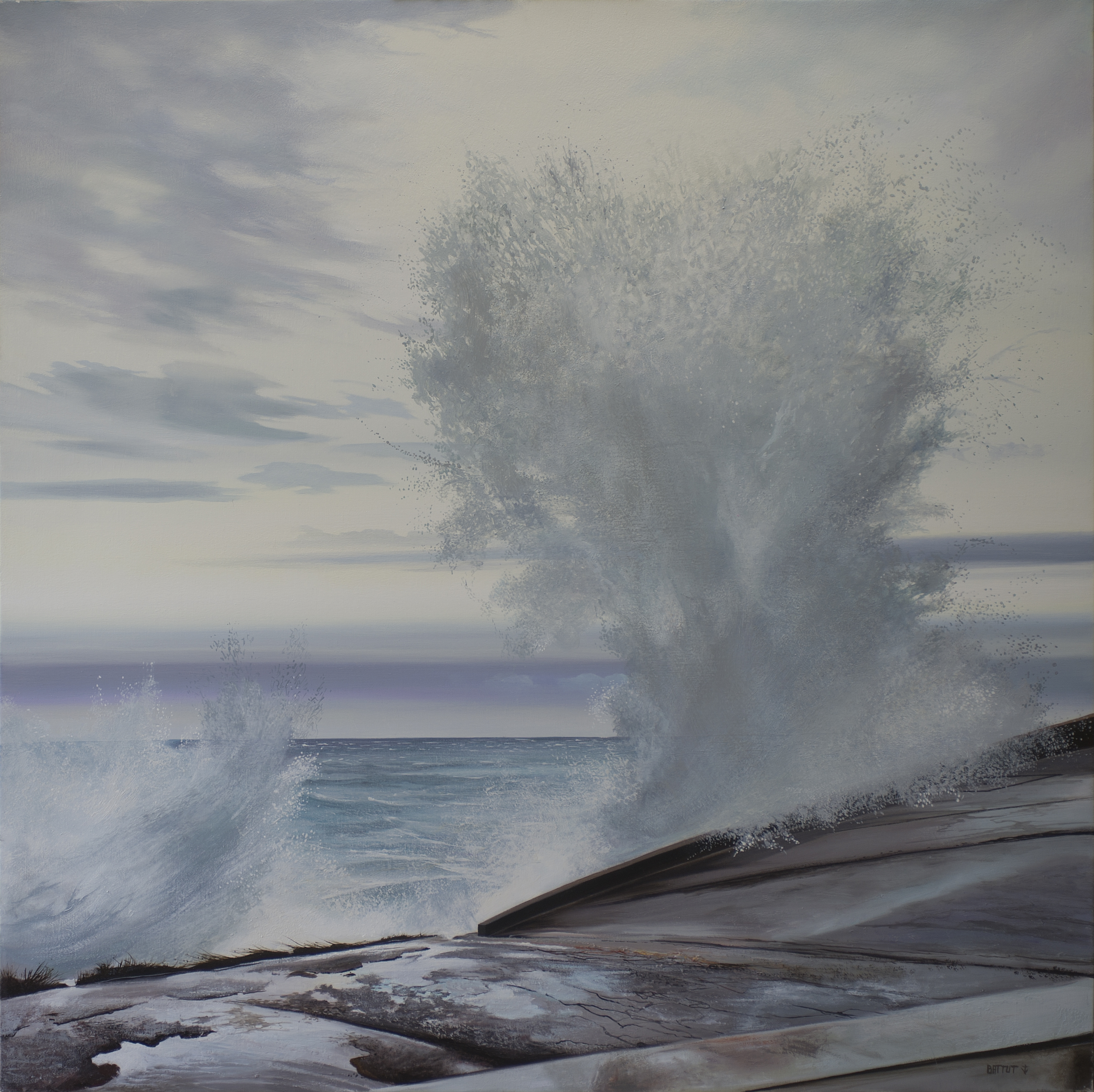
Tempête, 100 × 100 cm, localisation inconnue.

## Expositions

### Personnelles
- Musée des Beaux-Arts d'Arras, 1965.
- Galerie Laurenzi, Kitzbühel, 1967.
- Galerie Morel, Arras, 1969.
- Galerie Walter Zehnder, Lens, 1970.
- Galerie Sybil Welch, rue de Grenelle, Paris, octobre-novembre 1970[11].
- Orangerie du Sénat, Paris, 1973[9].
- Salons Concorde, aéroport Charles-de-Gaulle, Roissy-en-France, 1976.
- Galerie Artcurial, Paris, 1976, 1977.
- Palais Palfy, Vienne (Autriche), 1977.
- Galerie Chantelpierre, Genève, 1977.
- Galerie Artcurial, Charleville-Mézières, 1977, 1979.
- Galerie Le Sagittaire, Genève, 1977.
- Musée de Troyes, 1977.
- Galerie de Guyancourt, 1979.
- Galerie Le Sagittaire, Annecy, 1979.
- New Delhi, 1982.
- Galerie Christiane Vallée, Clermont-Ferrand, 1982.
- Musée des beaux-arts de Saint-Pol-sur-Ternoise, 1982.
- Galerie Lorenz Vernin, Paris, 1982.
- Galerie Philips, Palm Beach (Floride), 1982.
- Hôtel Ivoire, Abidjan, 1982.
- Galerie Terre des Arts, Paris, 1982, 1986, 1988.
- Wally Findlay Gallery (en), Chicago, 1982, 1983.
- Michèle Battut - L'Inde, Wally Findley Gallery, Paris, 1983.
- Musée de Saint-Pol-sur-Ternoise, 1984.
- Galerie Lorenz Vernin, Paris, 1985.
- Château du Croc, Orléans, 1987, 1990.
- Chetkin Gallery, Red Bank (New Jersey), 1988, 1990, 1992, 1994.
- Galerie Aletheia, Lille, 1989, 1992.
- Centre culturel algérien, Paris, 1990[9].
- Galerie Nettis, Le Touquet, 1990[16].
- Galerie Saint-Hubert, Lyon, 1990.
- Galerie Colette Dubois, Paris, 1991[9], 1994, 1995.
- Manoir de Mad, Metz, 1992.
- Galerie Inard, Toulouse, 1992.
- Fondation Taylor, Paris, 1992, novembre-décembre 2019[18],[19].
- Société générale (tour Montparnasse et porte Maillot, 1993.
- Manoir de Vacheresses-les-Basses, Nogent-le-Roi, 1994, février 2015.
- Galerie Tosaka, Tokyo, Osaka, 1996, 1997, mars 1999, avril-mai 2000, septembre 2000, mars 2001, septembre 2001, mars 2002, mars 2003, mars 2004, septembre 2007.
- Galerie Tosaka, Paris, décembre 1998 - janvier 1999, octobre-novembre 1999.
- Château de Montigny-le-Gannelon, avril-septembre 2001.
- Abbaye de Loudun, mai 2002.
- Maison François-Ier, Aubigny-sur-Nère, avril 2005.
- Galerie Tosaka, Tokyo, Sendaï, Osaka, Hiroshima, septembre 2002, septembre 2003, septembre 2004.
- Galerie Hugues Penot, La Baule, août 2005.
- Michèle Battut - Retour de Corée, Brie-Comte-Robert, 2005.
- Galerie Art Brillant, Tokyo, Osaka, Hiroshima, septembre 2005, septembre 2006, avril-mai 2012, mai 2013, mai 2014, mai 2015.
- Lithographies de Michèle Battut, musée de Bourbonne-les-Bains, mai-août 2007.
- Espace culturel Martial-Taugourdeau, Bonneval (Eure-et-Loir), juin-septembre 2007[17].
- Michèle Battut - Voyages, chapelle Saint-Gilles, Courville-sur-Eure, mai-juin 2009.
- Museum Haus Ludwig (de), Sarrelouis, février 2012[20], décembre 2017.
- Michèle Battut - Voyages, galerie du Luxembourg, Paris, mars 2013.
- Hôtel Dusti Ani, Abu Dhabi, janvier 2015
- Librairie L'Esperluète, Chartres, janvier-février 2015[21].
- Primax Galleries, Tokyo, avril-mai 2015, avril-mai 2016, mai 2017, 2018, mai 2019.
- Centre culturel de Charenton-le-Pont, 2016.
- Chetkin Gallery, New York (artiste permanente), 2016.
- Galerie La Vague à l'art, La Baule (artiste permanente), 2017, septembre 2019[13].
- Orangerie du palais du Luxembourg, août 2017.
- Château de Nogent-le-Roi, juillet-septembre 2018.
- Espace Jacques-Prévert, Mers-les-Bains, octobre-novembre 2019[13],[22],[12]
- Cercle de l'Union interalliée, Paris, septembre-octobre 2020.
- Galerie du Cadran solaire, Beaune, novembre 2022[23].
- Art World Gallery, Osaka, avril 2023.
- Galerie Ichiro Shinokubo et Gallery 8, Tokyo, mai 2023[24].
- Musée d'Art et d'Histoire Bruno-Danvin, Saint-Pol-sur-Ternoise, octobre-novembre 2023[25],[26],[27].

### Collectives

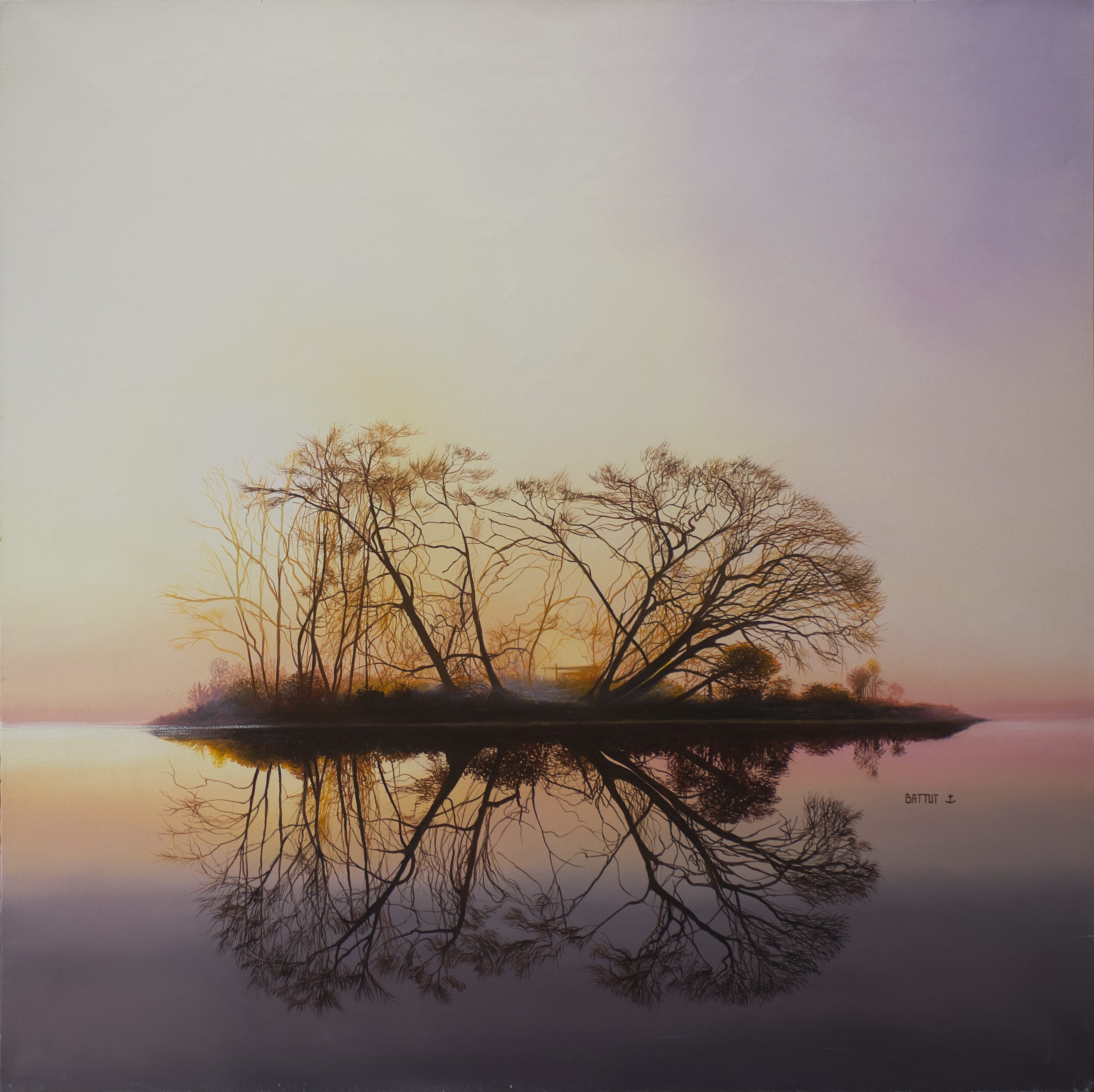
Une île, huile sur toile, 100x100cm

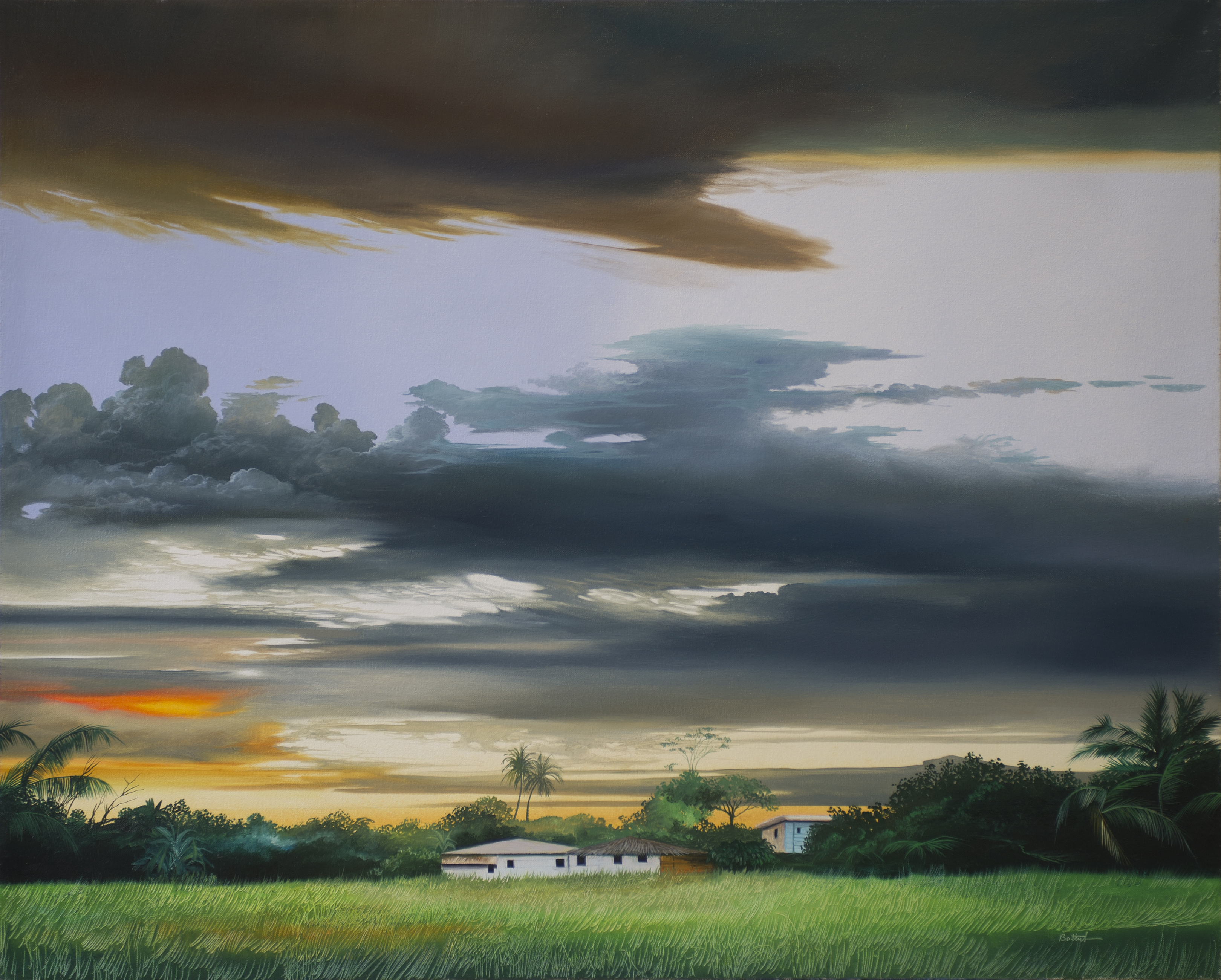
La maison de Tikal, Mexique, huile sur toile, 81x100cm

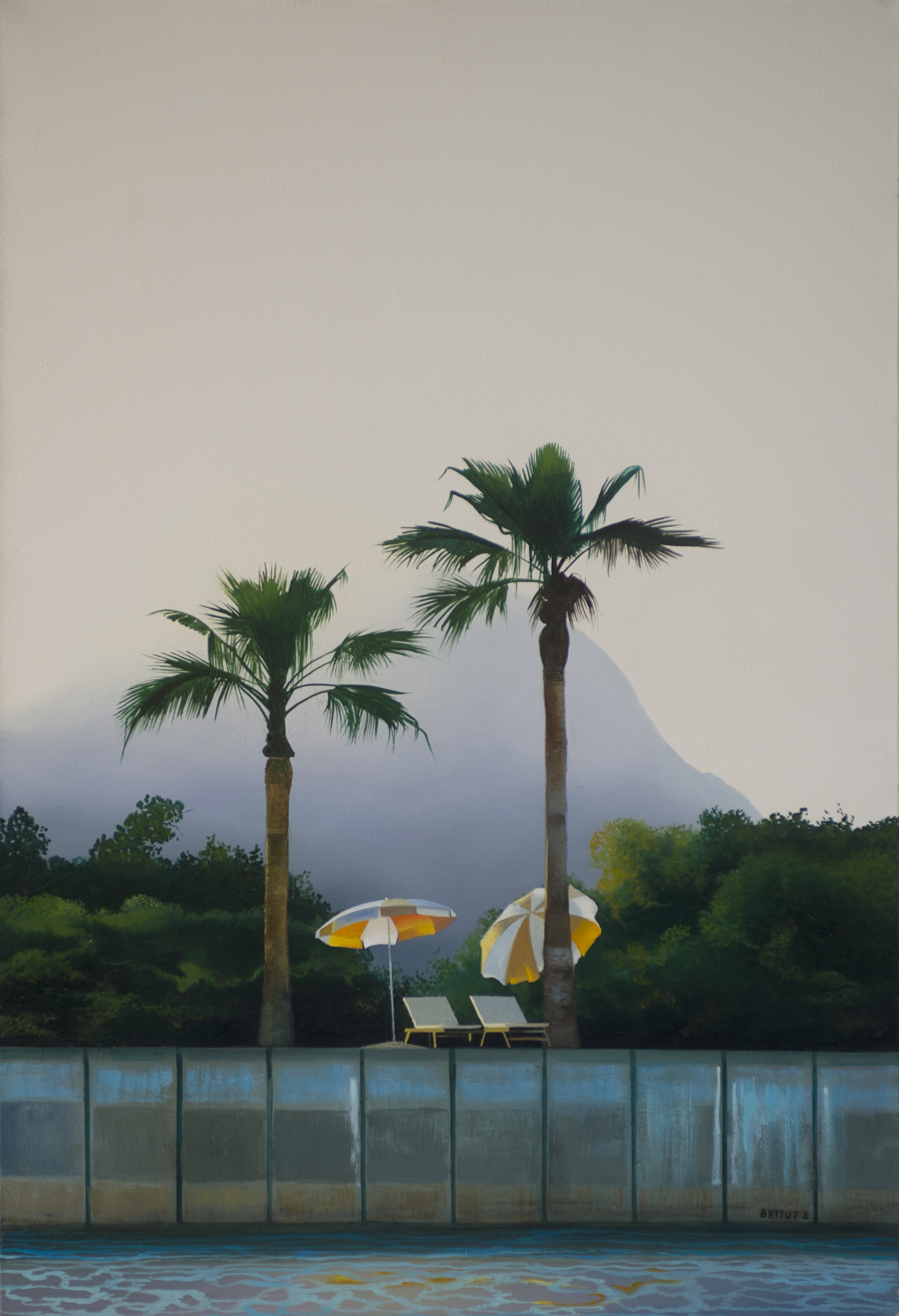
Mousson en Corée, huile sur toile, 65x46cm

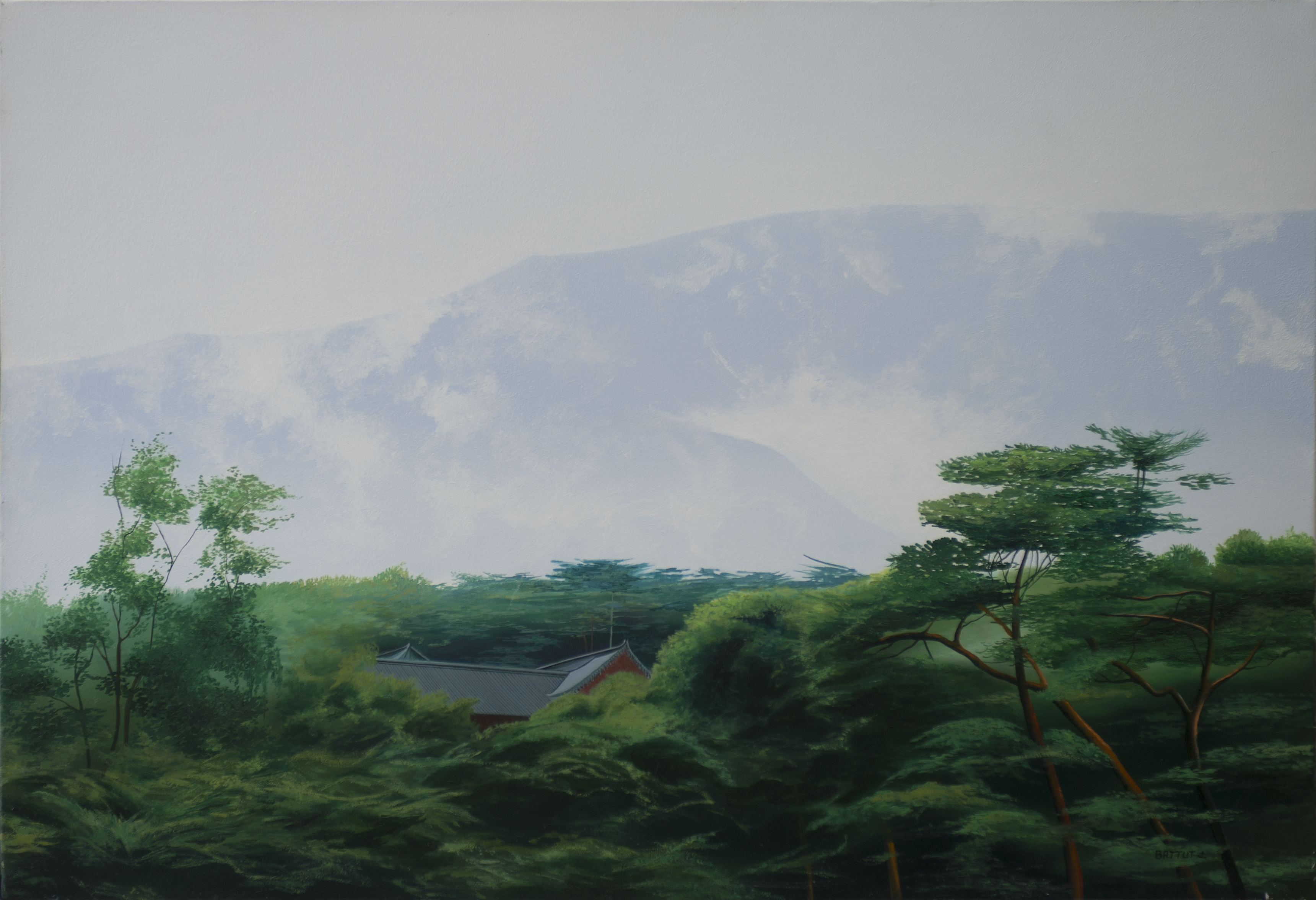
Mystère végétal, huile sur toile, 46x65cm

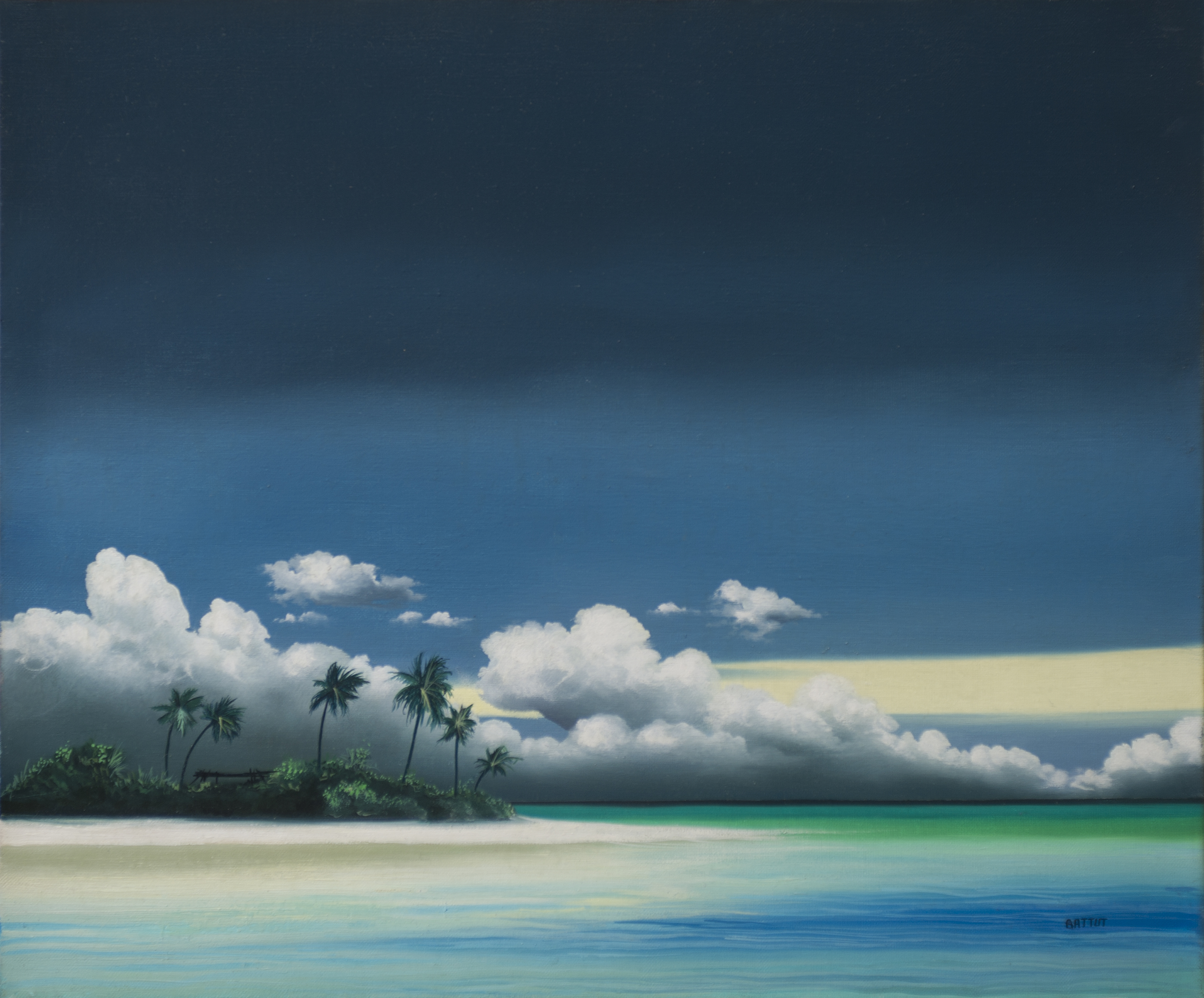
Une île de rêve, huile sur toile, 100x100cm

- Salon des artistes français, Grand Palais, Paris, participation régulière dont médaille d'argent en 1968, hommage personnel (salle d'honneur du Grand Palais) en 1987.
- Salon de Versailles, 1970.
- Salon d'automne, Paris, à partir de 1971[28].
- Salon des femmes peintres, Paris, 1973.
- Meubles-tableaux, Centre Georges-Pompidou, Paris, 1977.
- Salon Comparaisons, 1982, 1985, 2007, 2009, 2012, 2013.
- Salon de Montrouge, 1982, 1985.
- Arts en Yvelines - Douze paysages des Yvelines : Paul Ambille, Michèle Battut, Jacques Bouyssou, Alfred Defossez, Viko..., Orangerie du château de Versailles, septembre-octobre 1982.
- Musée Pouchkine, Moscou, 1986.
- Galerie 26, Abidjan et Fort-de-France, 1987.
- Art Expo, New York, 1987.
- Cercle Saint-Léonard, Saint-Léonard-de-Noblat, 1988.
- Société nationale d'horticulture de France, Vacheresse, 1988.
- Salon de Monte-Carlo, 1988.
- Salon de peinture de l'École polytechnique - Jean-Pierre Alaux, Michèle Battut, Maurice Boitel, Lucien Fontanarosa, Arnaud d'Hauterives, Daniel du Janerand, Michel Jouenne, Monique Journod, Gaston Sébire, Andrés Segovia…, salons d'honneur de l'École polytechnique, Palaiseau, mai 1990[29].
- Paris, de Lutèce à la Grande Arche, Mairie du 10e arrondissement de Paris, 1991.
- Salon de Coye-la-Forêt, Michel Battut invitée d'honneur, 1991.
- De Bonnard à Baselitz, dix ans d'enrichissements du cabinet des estampes, BNF, Paris, 1992[30].
- Galerie Francis Barlier, Nouméa, Libreville, 1992.
- Salon de Châteauneuf-en-Thymerais, Michèle Battut invitée d'honneur, 1992, 1994.
- Salon de Cholet, Michèle Battut invitée d'honneur, 1992.
- Salon des petits formats, Michèle Battut invitée d'honneur, Paris, 1992.
- Salon des amis des arts, Agen, Michèle Battut invitée d'honneur, 1992.
- Biennale d'Arras, 1993.
- Foire de Paris, 1993.
- Salon de Chouzy-sur-Cisse, Michèle Battut invitée d'honneur, 1994.
- Salon Maurep'Art, Michèle Battut, invitée d'honneur, 1995.
- Salon de Saint-Lubin-des-Joncherets, Michèle Battut invitée d'honneur, 1995.
- Salon d'Yébleron, Michèle Battut invitée d'honneur, 1995.
- Salon de La Grande Motte, 1996.
- L'art en Sologne, Michèle Battut invitée d'honneur, château d'Aubigny-sur-Nere, 1997.
- Salon artistique de Maintenon, 1997.
- Cente culturel Aragon, Saint-Florent-sur-Cher, Michèle Battut invitée d'honneur, 1999.
- Château de Blois, Michèle Battut invitée d'honneur, 2000.
- Salon de Saint-Pol-sur-Ternoise, Michèle Battut invitée d'honneur, 2002.
- 7e Biennale de la peinture de Nevers, 2003-2004.
- Salon de Montlignon, Michèle Battut invitée d'honneur, janvier 2005.
- Salon de la Société des beaux-arts de Béziers, Michèle Battut invitée d'honneur, avril 2005.
- Salon de Saint-Pryve-Saint-Mesmin, Michèle Battut invitée d'honneur, mai 2005.
- Maison de François Ier, Aubigny-sur-Nere, Michèle Battut invitée d'honneur, mai 2005.
- Festival de peinture de Magné (Deux-Sèvres), Michèle Battut invitée d'honneur, juillet 2005.
- 11e Rencontre d'art contemporain de Calvi, sous le parrainage de Cyrielle Clair, Calvi, juin-septembre 2006.
- Remp-Arts, Langres, Michèle Battut invitée d'honneur, 2007.
- Salon de Lives, Le Mée-sur-Seine, Michèle Battut invitée d'honneur, octobre 2007.
- Saison française - Exposition des peintres de la Marine organisée par l'Ambassade de France, Marina Mall, Abou Dabi, 2009.
- Salon Île-de-France, Michèle Battut invitée d'honneur, Bourg-la-Reine, 2009.
- Salon du S.I.R.P.A., Paris, 2010.
- Salon de Pontoise, 2010, 2011, 2015, 2016, 2017.
- Salon de Rosny-sous-Bois, 2010, 2011, 2015, 2016, 2017.
- Willians Raynaud, Michèle Battut et Gaston Bogaert, galerie Fardel, Le Touquet, décembre 2010.
- Les peintres de la Marine - Le regard tourné vers la mer, chapelle Saint-Elme, Villefranche-sur-Mer, juin-août 2011.
- Les peintres de la Marine, Grenier à sel, Honfleur, juillet août 2011.
- Salon Art Expo, Espace Daniel-Salvi, Ballancourt-sur-Essonne, novembre 2011 (Michèle Battut, invitée d'honneur), novembre 2014, 2016, 2017.
- Les Peintres de la Marine, musée de la mer, Paimpol, 2012[31].
- Salon de l'AYAC, Yvetot, Michèle Battut et Jurga Martin invitées d'honneur, octobre 2012[32].
- 20e Salon national d'art de Franconville, Michèle Battut invitée d'honneur, 2013.
- Peintres officiels de la Marine, château de l'Hermine, Vannes, juillet-août 2013[33].
- Exposition-anniversaire du cinquantième traité de l'Élysée : Michèle Battut, Édouard Goerg, André Hambourg, Michel-Henry, Bernardino Toppi, Espace culturel, Berlin, novembre 2013.
- Salon de la Marine, musée national de la marine, Paris, mars-avril 2014, 2016.
- Peintres officiels de la Marine, Michèle Battut invitée d'honneur, chapelle du collège Diderot, Langres, avril-mai 2014.
- Dix artistes peintres de la Marine, Espace Rex, Le Pouliguen, août 2014.
- Salon d'automne international de Lunéville, espace culturel Erckman, Lunéville, octobre 2014[34], octobre 2016, octobre 2017.
- Les Peintres de la Marine, Crozon, cap Sizun, île Longue, Paris (hôtel de la Marine et Val de Grâce), 2015, 2016.
- Salon Violet, hôtel Forest Hill, Paris, juin 2015, 2016, 2017.
- Les peintres officiels de la Marine - Présentation des œuvres réalisées lors de l'escale à Roscoff de mai 2015, Abri du canot de sauvetage, Roscoff, juillet-août 2015.
- Arts en lieux, autres choses, Royère-de-Vassivière, 2015.
- Salon de Coye-la-Forêt, 2015.
- Imagine... Venise, centre culturel Wladimir-d'Ormesson, Ormesson-sur-Marne, octobre 2015.
- Salon international de la peinture de Vittel, 2016.
- Salon des arts de Colombes, 2016.
- Salon de Taverny, 2016, 2017.
- Paysages intérieurs, espace Art et Liberté, Charenton-le-Pont, septembre-octobre 2016.
- Michèle Battut, Jacques Coquillay, Christoff Debusschere, Claude Fauchère, Michel King, manoir de Villedoin, Velles (Indre), octobre 2016.
- Salon de Mennecy, 2017.
- Salon du dessin et de la peinture à l'eau, Grand Palais, Paris, 2017.
- 52e Salon d'arts plastiques de l'Association des artistes châtillonnais, espace Maison Blanche, Châtillon (Hauts-de-Seine), octobre 2017.
- Sept peintres officiels de la Marine en escale à Sète - Michèle Battut, Michel Bez, Christoff Debusschere, Marie Détrée, Jean Lemonnier, Jacques Rohaut, Anne Smith, Dock Sud, Sète, mars-avril 2018[35].
- 28e Carrefour des arts, espace Carzou, Linas, Michèle Battut invitée d'honneur, novembre 2018.
- Peintres officiels de la Marine, espace Art et Liberté, Charenton, novembre-décembre 2018[36].
- Escale au Salon de Rouen - Les Peintres officiels de la Marine, dans le cadre de l'Armada de Rouen, hôtel du Département, Rouen, juin 2019[13].
- Salon de peinture et sculpture, centre Borvo, Bourbonne-les-Bains, Michèle Battut et Christian Feyl invités d'honneur, juin 2019[13].
- La mer XXL - Les Peintres officiels de la Marine, parc des expositions de la Beaujoire, Nantes, juin-juillet 2019[13].
- Fête de l'eau, Langres, Michèle Battut invitée d'honneur, juillet 2019[13].
- Les peintres des armées, hôpital d'instruction des armées Percy, Clamart, novembre 2019[37].
- Bateaux - Les Peintres officiels de la Marine, musée du Bord de mer, Bénodet, juillet-septembre 2020.
- Salon Arbustes, Mantes-la-Jolie, Michèle Battut invitée d'honneur, septembre-octobre 2020.
- Hommage au général de Gaulle - Exposition des peintres de l'Armée de Terre, de l'Air et de l'Espace, de la Marine nationale et de la Gendarmerie nationale, Mémorial Charles-de-Gaulle, Colombey-les-Deux-Églises, avril-octobre 2021.
- 45e Salon de la Marine, Musée des Beaux-Arts de Brest, juin-septembre 2021.
- Bicentenaire de la Société de géographie - Exposition de peintures : Nature et paysages, Salon du vieux Colombier, mairie du 6e arrondissement de Paris, décembre 2021 - janvier 2022[38].
- Les Peintres officiels de la Marine - À chacun son île, Musée du Bord de mer, Bénodet, juin septembre 2023.
- Souvenirs de jeunesse - Entrer aux Beaux-Arts de Paris, 1780-1980, palais des Beaux-Arts, Paris, octobre 2024 - janvier 2025[10].
- Artothèque : la collection, espace Jacques Prévert, Mers-les-Bains, janvier-février 2025.
- 56e Salon Île-de-France, Les Colonnes, Bourg-la-Reine, Michèle Battut (peintures) et Élisabeth Cibot (sculptures) invitées d'honneur, janvier-février 2025.

## Citations

### Dits de Michèle Battut
- « Je suis une observatrice du ciel, je me suis toujours attachée à comprendre comment il était fait. » - Michèle Battut[12]

### Réception critique
- « Vous avez, chère Michèle Battut, choisi la voie étroite de l'indépendance et de l'authenticité. Puissiez-vous y demeurer fidèle tout au long de votre vie. C'est la seule qui vous conduira à l'expression complète de tout ce que vous portez de précieux en vous. » - Roger Chapelain-Midy[14]
- « Dans la recherche onirique de Michèle Battut, je crois discerner une constante : elle tente d'approcher l'objet au plus près. Les choses la fascinent par leur présence et c'est cette présente têtue, obsédante, qu'elle veut capter par sa toile. Parce qu'elle choisit de jouer le jeu, de n'utiliser son pinceau que pour rendre la troublante matérialité des choses, Michèle Battut s'efforce, avec succès, d'en manifester l'énergie latente. » - Jean-Paul Sartre, 1979[14]

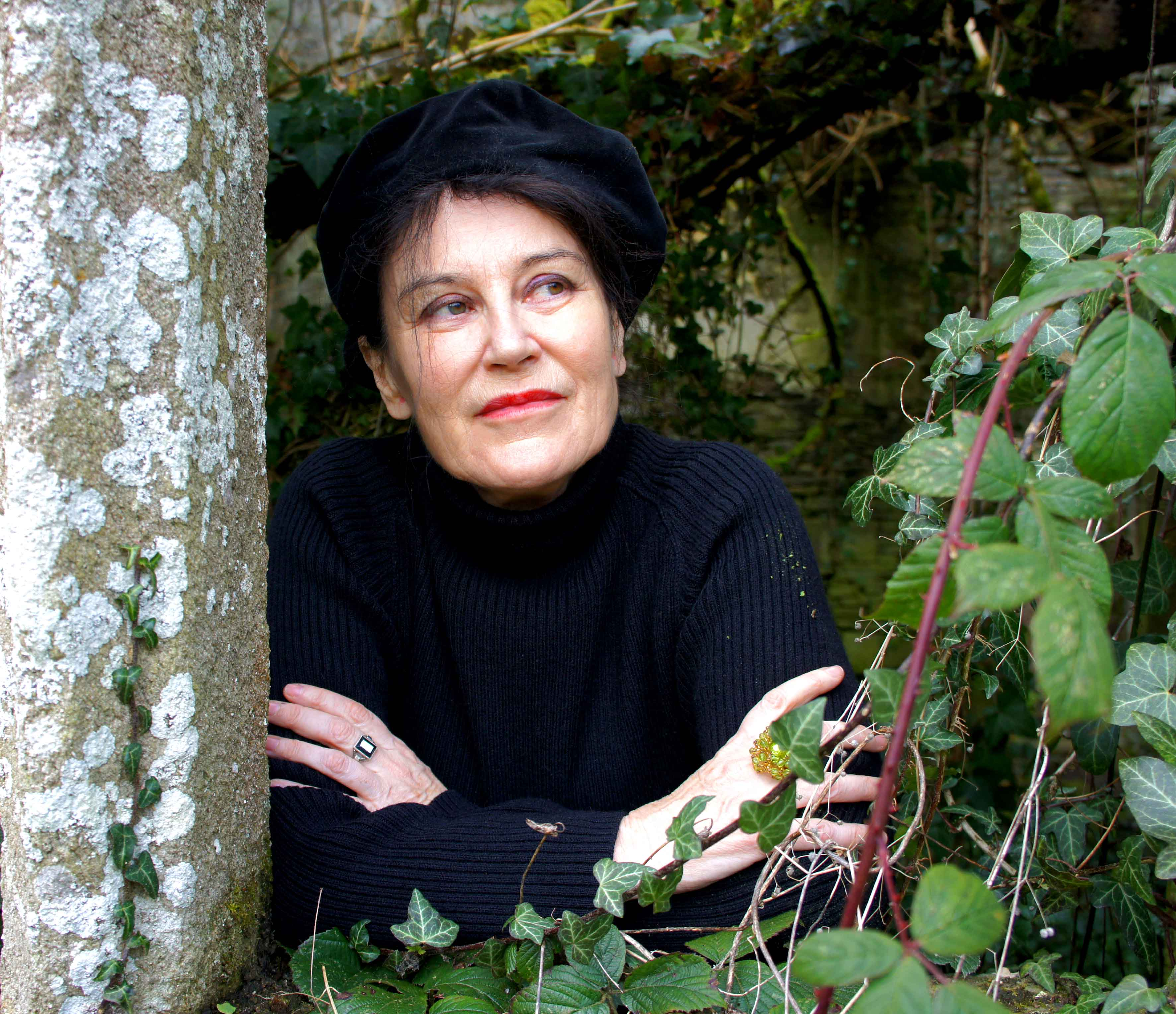
Irène Frain

- « Le plus humble des lieux a son mot à dire dans le monde des couleurs en attente de l'œil perspicace et de la main habile qui saure le saisir. L'Inde a le privilège d'avoir pu rencontrer une artiste dotée de ces atouts. Michèle Battut a su relever ce défi en imprégnant les sujets qu'elle peint d'une réelle beauté visuelle d'où émane une force alliée au mystère. » - Indira Gandhi, août 1982[14]
- « La peinture de Michèle Battut tente de capter l'insaisissable, le langage du rêve... Elle aime user de la même architecture, des mêmes couleurs et surtout de la même atmosphère que dans la vision onirique... Comment diable fait-elle, pour nous faire croire au toucher de cette soie, à la colère de ce ciel d'orage, mieux encore, à l'odeur des nuages ? Aucune réponse, jamais. Seulement ce curieux vertige. Alors on devient comme ce qu'elle vient de peindre. Fiché soi-même dans la toile, sans savoir pourquoi. » - Irène Frain[14]
- « De ses nombreux voyages en Afrique, au Sahara et aux Antilles, Michèle Battut a rapporté des paysages solitaires et silencieux, décrits avec exactitude, comme ses natures mortes au réalisme étrange. » - Gérald Schurr[39]
- « Elle intervient plus personnellement et plus poétiquement dans ses nouveaux thèmes qu'énumère Georges Cheyssial : Chemins du crépuscule... déserts... Plages mortes... maisons murées que le remords hante... villes abandonnées aux architectures folles... et que précise Nicole Lamothe : Murs vétustes que réchauffe un soleil ardent, tentes et chaises longues sur une plage déserte, la mer, le ciel dans leur infinie immensité ou bien l'atmosphère des îles écrasées de chaleur, imprégnées d'odeurs... » - Dictionnaire Bénézit[40]
- « Michèle Battut, un nom connu, synonyme de grands espaces, de paysages d'eau et de ciel, de voyages infinis... La présence humaine n'est qu'implicite dans les toiles de Michèle Battut où la nature reste primordiale, et d'où jaillit l'imaginaire comme un ultime recours de l'être humain en quête d'absolu. » - Alix Saint-Martin[41]
- « Ses soleils qui se couchent découpent des contre-jours incandescents dans de vibrantes eucharisties crépusculaires. Des ciels impitoyables de vérité, sortis pourtant de sa météo imaginaire, se marient au tellurique par l'arbre ou l'objet qui est là, posé comme un ostensoir. Ciel, Terre, Chose, telle est la triade de son art économe et abouti qui possède à la fois la pureté classique et la verticalité fantastique d'un vertige au cœur de l'homme. » - Jean-Pierre Chopin[14]
- « Elle connaît des ciels que Turner aurait reconnus et que nous pensions connaître avant qu'elle n'imprime notre mémoire de cette nouvelle version du visible. » - Philippe Lejeune[42]

## Prix et distinctions

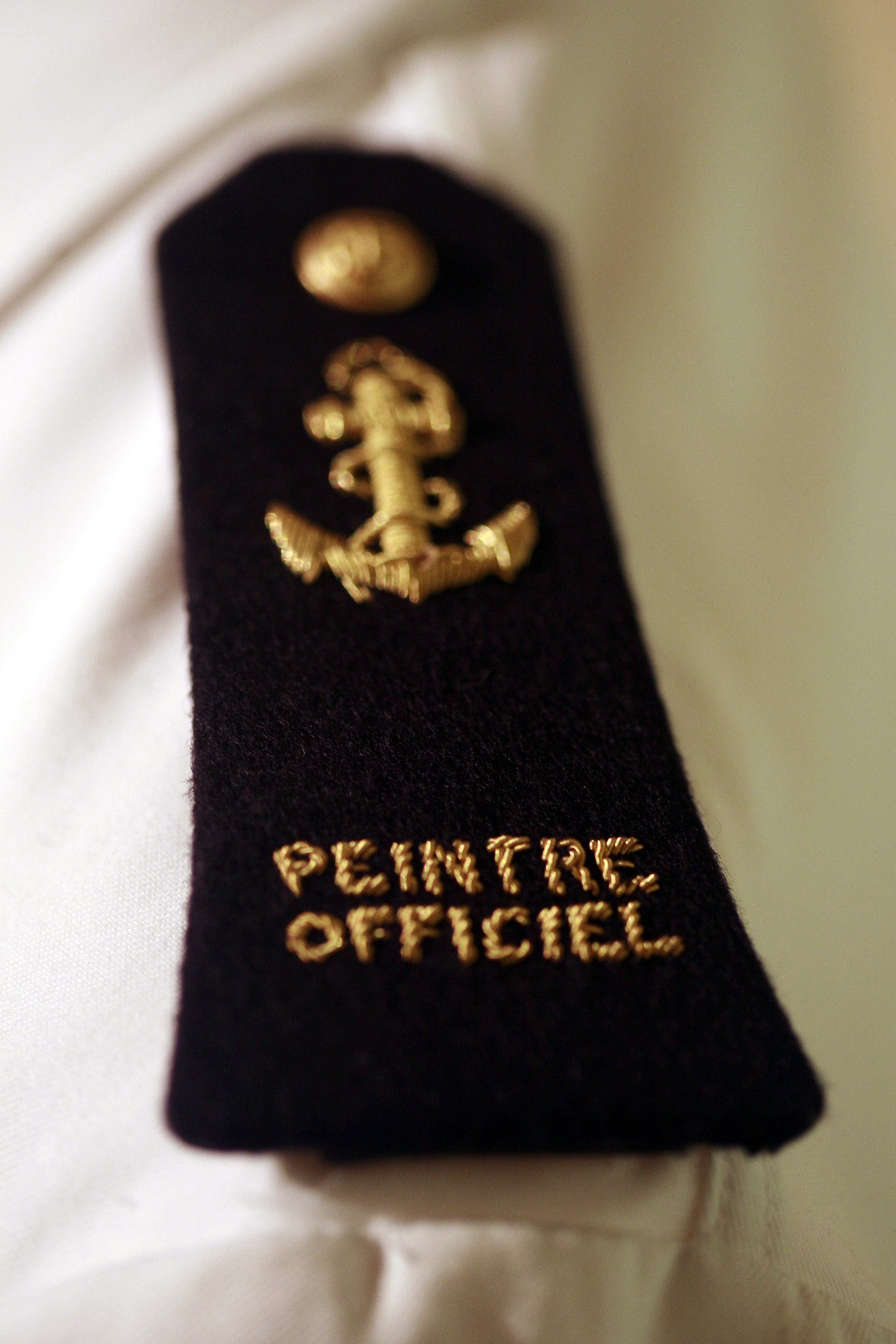
Épaulette P.O.M.

Ruban de Chevalier de l'Ordre du Mérite maritime

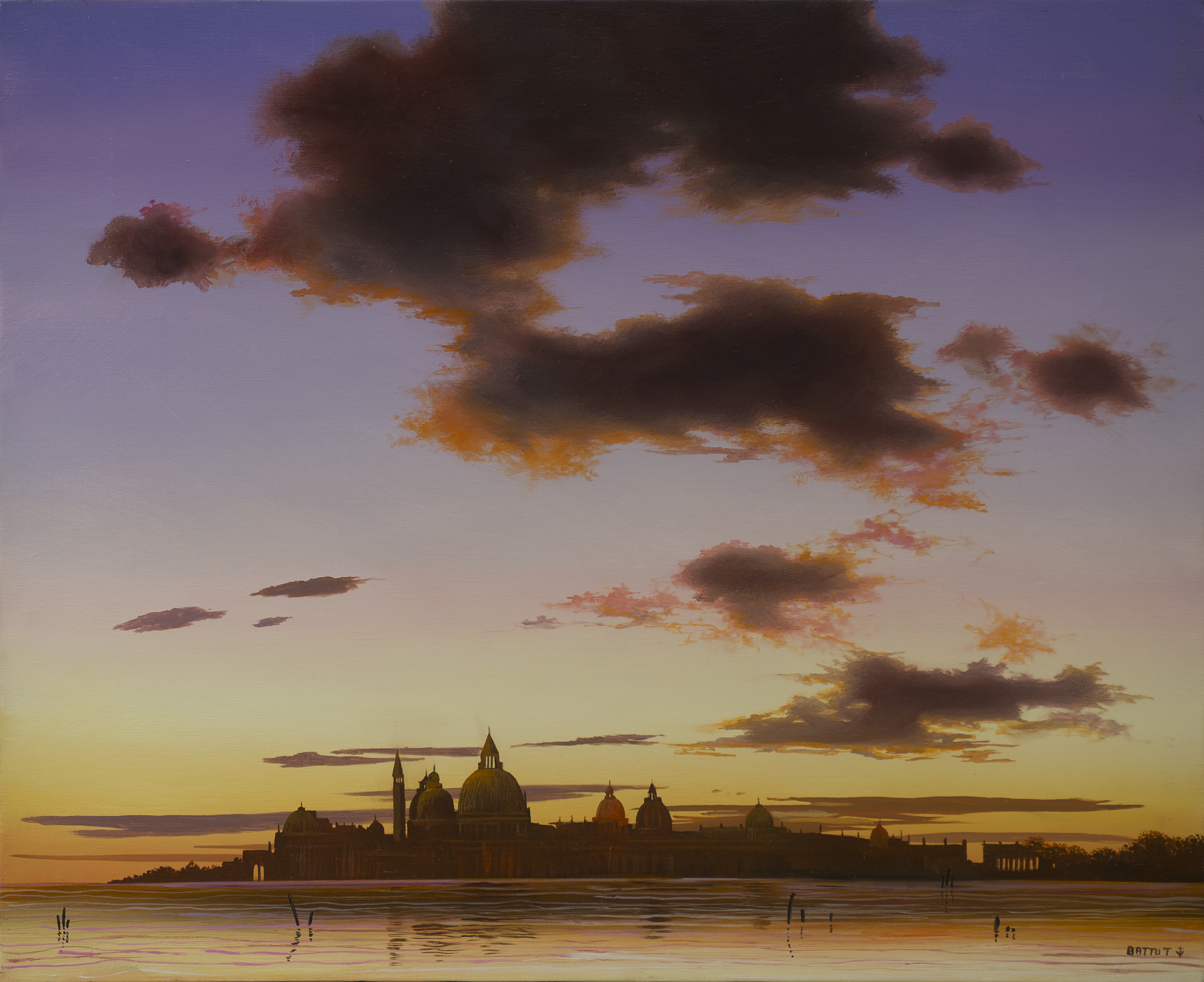
Venise le soir, huile sur toile, 46x55cm

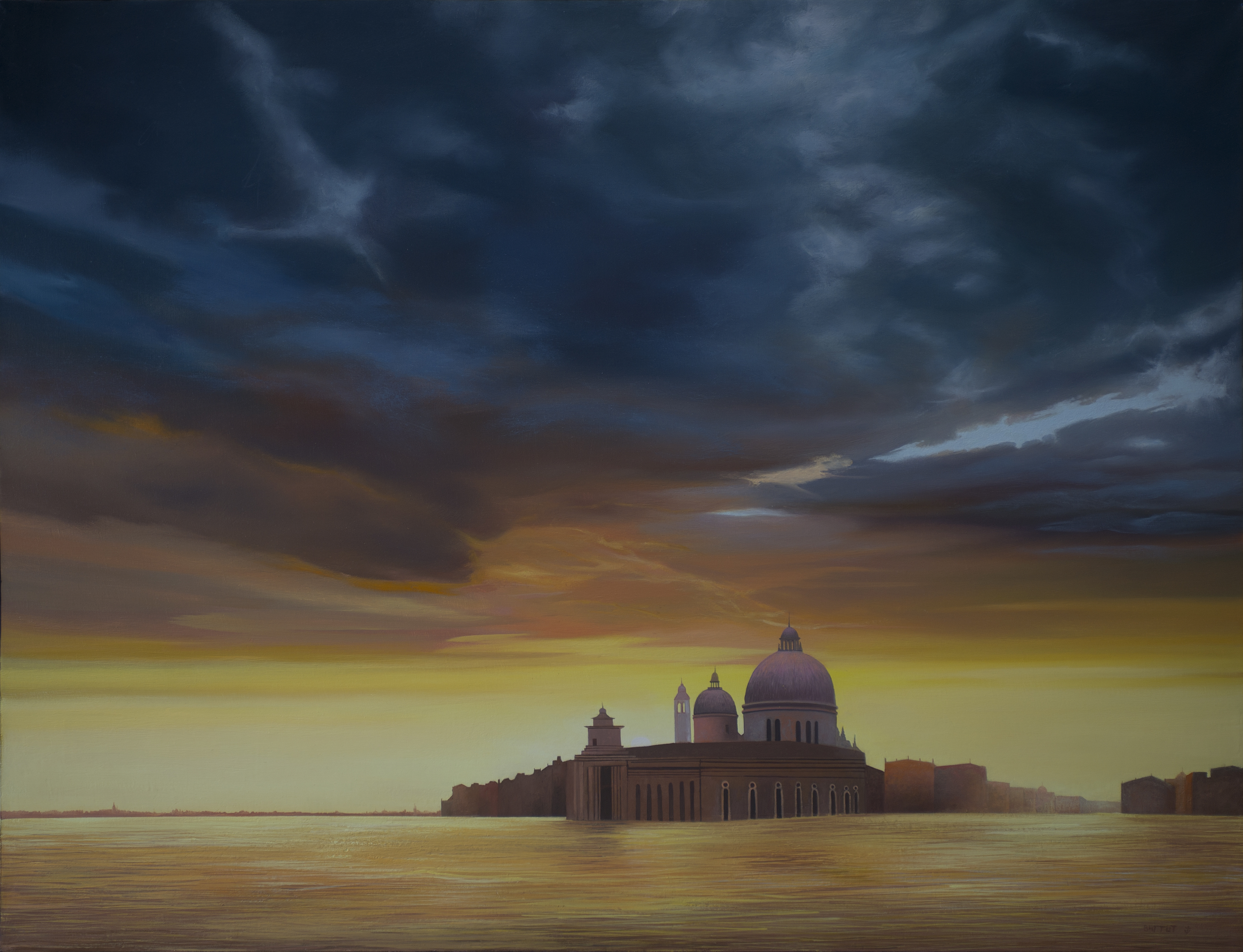
Venise, huile sur toile, 89x116cm

## Collections publiques

### Canada
- Collections de la ville d'Ottawa.

### États-Unis
- Art Institute of Chicago.

### France
- Arras : Musée des beaux-arts.
- Mers-les-Bains : artothèque de l'espace Jacques-Prévert : trois lithographies.
- Paris :
  - Département des estampes et de la photographie de la Bibliothèque nationale de France : lithographies, dont Les quatre saisons, Éditions Terre des Arts, 1974[30].
  - Musée national de la marine : « Le Triomphant » en cale sèche, huile sur toile 100 × 100 cm.
  - Palais de l'Élysée.
- Puteaux : Fonds national d'art contemporain, Attraction 2, huile sur toile 97x130cm, vers 1973[46].
- Saint-Pol-sur-Ternoise :
  - Gare ferroviaire, fresque[47].
  - Musée d'art et d'histoire Bruno-Danvin, deux toiles.

## Collections privées
- Prince de Monaco[14].
- Mohammad Reza Pahlavi[14].
- Indira Gandhi[14].

### Filmographie
- Michèle Battut, au-delà du réel, film de Jean Desvilles, texte dit par Marie-Martine Bisson, musique de Symbad de Lassus, éditions Arts et résonances, Boulogne-Billancourt (durée : 40 min). Festival du film sur l'art, Unesco, 2004.
- Michèle Battut, Scoopful Co.Ltd., 2004 (visionner en ligne, source : YouTube ; durée : 21'14").